# Vikings
|  | «Viking» redirigeix aquí. Vegeu-ne altres significats a «Viking (desambiguació)». |

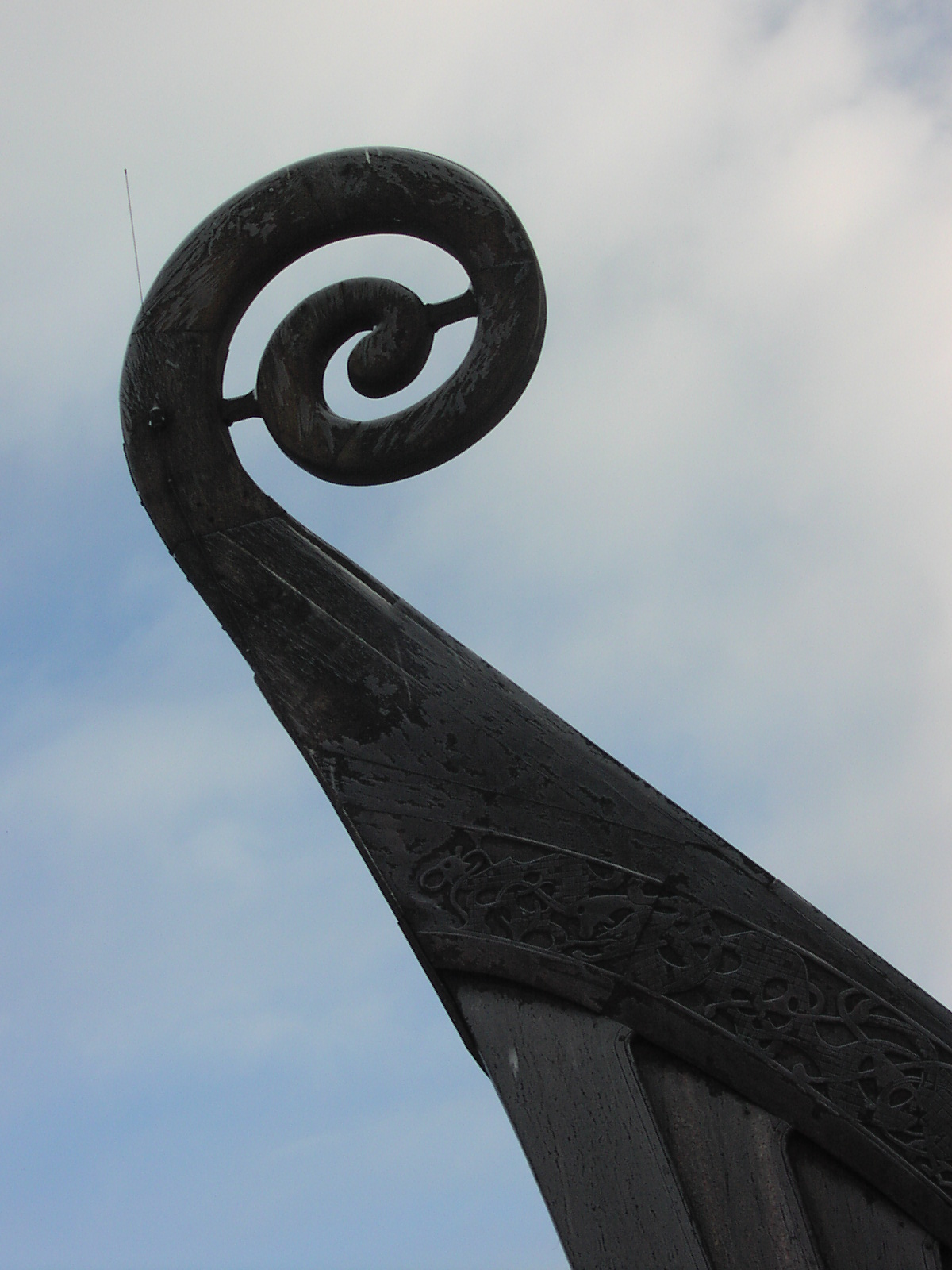
Proa de la reconstrucció d'un drakar viking

Els vikings o viquings (noruec i danès: vikinger; suec i nynorsk: vikingar; islandès: víkingar), del nòrdic antic víkingr, van ser sobretot navegants nòrdics, que saquejaven i comerciaven amb diverses parts d'Europa des d'Escandinàvia des del segle viii fins a la fi del segle xii. Actualment el terme s'utilitza erròniament per a definir els diversos pobles nòrdics que habitaven a Escandinàvia durant aquest període conegut com era vikinga. Aquest període d'expansió militar, demogràfica i mercantil nòrdica constitueix un element molt rellevant en la història inicial d'Escandinàvia, les Illes britàniques, el nord de l'Europa occidental, Sicília i de la Rus de Kíev.
Els vikings no eren un grup ètnic, sinó una professió derivada de les dures condicions de vida de les terres escandinaves, on l'agricultura era molt limitada, fet que forçava part de la població a, durant certes èpoques de l'any, dedicar-se a l'ívíking, és a dir, comerciar amb altres territoris, i sovint saquejar o piratejar. Cal destacar que, encara que pràcticament tots els vikings eren d'origen nòrdic, no tots els que s'hi dedicaven eren nòrdics, també n'hi havia de frisis, francs i saxons.
Gràcies sobretot a la seva mobilitat marítima, les accions dels vikings es van estendre fins al Mediterrani, el nord d'Àfrica, l'Orient Mitjà i l'Àsia central. Al llarg de diverses fases expansives d'exploració i assentament, va haver-hi comunitats vikingues que es van establir al nord d'Europa, a les illes del nord de l'Atlàntic i fins i tot a la costa d'Amèrica del Nord. Aquest període d'expansió va provocar la disseminació de la cultura nòrdica a la vegada que introduïa elements forans en la cultura escandinava.
La concepció popular actual dels vikings (i l'ús erroni del terme com a sinònim de nòrdics) difereix molt de la informació obtinguda a partir dels recursos històrics i arqueològics actuals. La imatge romàntica dels vikings com a nobles salvatges va començar a sorgir al segle xviii i es va anar desenvolupant fins al segle xix. La visió dels vikings com a pirates pagans o aventurers intrèpids prové del mite modern dels vikings que havia pres forma a principi del segle xx. Les representacions populars actuals dels vikings es basen normalment en clixés i en estereotips culturals que compliquen l'apreciació moderna del llegat viking.
El període comprès entre el 793 i el segle xiii és conegut com a era vikinga en la història escandinava. Aquest període s'inicia amb el saqueig del monestir de Lindisfarne el 793 i es dona per finalitzat al llarg del segle xiii: a Anglaterra acaba amb la derrota d'Harald III en la Batalla de Stamford Bridge, el 1066; a Irlanda acaba amb la conquesta de Dublín el 1171 per part de Richard de Clare (anomenat Strongbow); i a Escòcia es dona per acabada amb la derrota d'Hákon Hákonarson en la batalla de Largs el 1263. L'Escòcia actual pren forma entre els segles xiii i xv en reconquerir el territori perdut als nòrdics. L'illa de Man i les Hèbrides Exteriors van romandre sota autoritat escandinava fins al 1266. Les Òrcades i les Shetland pertanyeren al rei de Noruega fins al 1469. A Escandinàvia l'era vikinga es considera acabada amb l'establiment dels regnes escandinaus i del cristianisme com a religió dominant. La data s'acostuma a situar al voltant de l'inici del segle xi als tres regnes escandinaus. A Noruega l'era vikinga es dona per acabada amb la batalla de Stiklestadin el 1030.

## Etimologia
L'origen etimològic més acceptat actualment del terme «viking» proposa que deriva del nòrdic antic vika ('milla marítima'), o més concretament 'el període entre dos torns de remers', de l'arrel weik o wik, com en el verb protogermànic wikan, 'retrocedir'. Això es troba en el verb protonòrdic wikan ('virar, girar'), similar a l'islandès antic víkja, escrit també: ýkva, víkva, que vol dir 'moure, girar', d'ús evidentment nàutic. Així doncs, el terme «viking» podria haver estat originàriament un viatge per mar que es caracteritzava per tenir diversos torns de remers, és a dir, una travessia de llarga distància. Aleshores, un víkingr seria un participant en un viatge per mar d'aquestes característiques. En aquest cas, la paraula víking no hauria estat connectada en el seu origen als mariners escandinaus, però va assumir aquest sentit quan els escandinaus van començar a dominar els mars. Un altre possible origen del terme provindria del terme vík ('badia' o 'cala'), que es deformaria en l'acció d'ívíking, amb el sentit de 'saquejar, piratejar o dur a terme ràtzies aprofitant les cales'.

### Altres noms
Pels pobles germànics, els vikings eren coneguts com a ascomanni ('homes del freixe'), probablement perquè les naus vikingues conegudes com a drakars eren fetes amb fusta de freixe. Per als eslaus, els àrabs i els romans d'Orient eren els Rus o Rhōs. Actualment es creu que els assentaments vikings en terres eslaves foren l'embrió de la Rus de Kíev, l'embrió de les actuals Rússia i Belarús.
Els eslaus i els romans d'Orient també els anomenaren varegs (del nòrdic antic væringjar, 'jurats'). La guàrdia imperial romana d'Orient era seleccionada entre els millors guerrers escandinaus i era anomenada guàrdia varega. El terme vareg s'aplicava indistintament tant als escandinaus com als francs.
Les fonts musulmanes ibèriques s'hi refereixen com a mayus (literalment, mags, nom donat als sacerdots mazdeistes i utilitzat per extensió per a referir-se als pagans).

## Història

### L'era vikinga

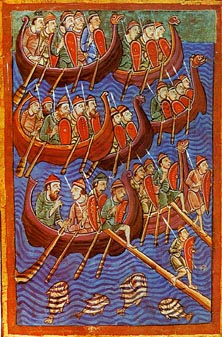
Representació de mariners danesos envaïnt Anglaterra. Il·lustració del de Miscellany on the life of St. Edmund. Biblioteca de Pierpont Morgan

El període comprès entre el 793 i el segle xiii és conegut com a era vikinga. Els vikings
utilitzaven els mars de Noruega, del Nord i Bàltic com a rutes cap als territoris del sud. Els normands eren descendents dels vikings que s'assentaren al nord de l'actual França, on el segle x se'ls oferiren dominis feudals a canvi d'aturar les ràtzies i els saquejos i que hi duien a terme. Aquests feus esdevindrien el ducat de Normandia.
Tant els vikings com els seus descendents van tenir una gran influència al nord-oest d'Europa. Harold Godwinson, l'últim rei anglosaxó d'Anglaterra, tenia ascendència danesa. Dos vikings
ascendiren al tron d'Anglaterra, Sven Tveskæg, del 1013 al 1014, seguit pel seu fill Canut el Gran, del 1016 al 1035.
Geogràficament, l'era vikinga no es limita només a les terres escandinaves (les actuals Noruega, Dinamarca i Suècia), sinó també als territoris sota domini nòrdic, com Northúmbria, Mèrcia i Anglia oriental. Els navegants vikings van obrir rutes cap a nous territoris cap al nord, l'est i l'oest, fundant assentaments independents a Islàndia i Groenlàndia; a les illes Fèroe, Òrcades i Shetland; i un assentament a L'Anse aux Meadows a Terranova cap a l'any 1000, i es convertiren en la primera presència d'expedicionaris europeus a Amèrica documentada. Els assentaments de Terranova i Groenlàndia varen ser abandonats després d'un cert temps, probablement a causa del canvi climàtic i de la seva condició com a assentaments provisionals. La dinastia vikinga ruríkida va prendre control dels territoris eslaus i ugrofinesos d'Europa de l'Est, annexant Kíev el 882 com a capital de la Rus de Kíev.
Emissaris suecs visitaren l'Imperi Romà d'Orient el 839, i iniciaren serveis com a mercenaris per a l'Imperi Romà d'Orient. Al final del segle x es crea la guàrdia varega, una unitat de guardaespatlles imperial formada pràcticament per escandinaus. Un vareg famós fou Harald Hardrade Sigurdsson, que es convertí en rei de Noruega (1047-1066).
Existeixen restes arqueològiques que indiquen la presència de vikings a Bagdad, l'aleshores capital del Califat Abbàssida. Els nòrdics acostumaven a utilitzar el Volga com a ruta comercial per a mercadejar amb pells, ullals, greix de foca (utilitzat per a segellar naus) i esclaus. Els ports comercials vikings més
importants de l'època incloïen Birka, Hedeby, Kaupang, Jòrvik, Stàraya Làdoga, Nóvgorod i Kíev.
En termes generals, els noruecs es van expandir cap al nord i l'oest (Irlanda, Escòcia, Islàndia i Groenlàndia), els danesos a Anglaterra i França, i els suecs a l'est, on fundaren la Rus de Kíev. D'acord amb les sagues islandeses, molts vikings noruecs també saquejaren Europa de l'Est. Durant l'era vikinga no existien les nacions actuals de Noruega, Dinamarca o Suècia, però els pobles i tribus que les formaven eren relativament homogenis tant en cultura com en llengües (tot i que amb fronteres diferents de les actuals). Cap al final de l'era vikinga les tres grans regions s'anaren formant com a entitats nacionals diferenciades, paral·lelament a la introducció del cristianisme com a religió majoritària, creant els regnes medievals escandinaus.

### Expansió vikinga

Mapa on es presenten les àrees d'expansió vikinga al (granat), IX (vermell), X (taronja) i XI (groc). Les zones verdes són les regions que van patir assalts

Els vikings van explorar les illes i costes de l'Atlàntic Nord, van visitar el nord d'Àfrica i tota la costa Mediterrània fins a Constantinoble, i s'endinsaren a Rússia i fins a l'Orient Mitjà. Popularment es considera que es dedicaven al saqueig i la pirateria, però principalment comerciaven, creaven assentaments colonials o es llogaven com a mercenaris. Alguns vikings comandats per Leif Ericsson (hereu d'Eric el Roig) varen construir diversos assentaments temporals a l'actual L'Anse aux Meadows, a Terranova, i a la península del Labrador.
L'expansió vikinga a l'Europa continental va ser limitada. Els seus territoris limitaven amb altres cultures poderoses al sud, com els saxons. Per defensar-se de les incursions saxones, els nòrdics danesos van construir la fortificació del Danevirke a prop d'Hedeby. Després de les Guerres Saxones el 722-804, Carlemany conquerí l'antiga Saxònia, la cristianitzà i incorporà a l'Imperi franc. La por als francs va fer que els danesos ampliessin el Danevirke, actuant com a frontera física entre la península de Jutlàndia i l'Imperi carolingi. El Danevirke s'utilitzà com a defensa fronterera fins al 1864. Els vikings dirigits per Gudfred de Dinamarca van destruir la ciutat de Reric (a prop de l'actual Wismar) el 808. La destrucció de la ciutat, fins aleshores poblada pels obotrites (una aliança de pobles eslaus al servei dels francs), va comportar la supremacia nòrdica al mar Bàltic, que es mantindria durant tota l'era vikinga.
El Regne dels francs de Carlemany va ser particularment afectat per aquests atacs; els vikings ascendien pel Sena sobre els seus vaixells (anomenats drakar). L'any 887 l'emperador Carles el Gras, incompetent davant els atacs víkings i el seu setge de París fou declarat incapaç per governar i obligat a abdicar el 17 de novembre de 887. En 891, els víkings van envair Lotaringia i van aixafar un exèrcit franc oriental a Maastrich però al setembre de 891, amb el suport del bisbe de Lieja, Francó de Tongeren, Arnulf de Caríntia vèncer als víkings en la batalla de Lovaina i es van retirar. Aquests raids es van succeir fins que el rei Carles III de França decideix, el 911, d'anomenar el cap viking Rol·ló, d'origen danès o noruec, duc hereditari del que esdevindrà Normandia, etimològicament el 'país (-ia) dels homes (-man-) del Nord (Nor-...-d-)'. A canvi, va obtenir d'ell un jurament de fidelitat, la seva conversió al cristianisme i la promesa de defensar el nord del regne contra les incursions dels altres grups vikings. Algunes generacions més tard, els descendents vikings, completament integrats a la població local, i havent adaptat la seva llengua i la seva cultura, es van llançar sota l'ègida del llavors duc, Guillem I d'Anglaterra, a la conquesta d'Anglaterra, on van formar una aristocràcia francòfona que va influenciar altament l'evolució cultural i lingüística d'aquest país insular.

#### Causes
Les causes que conduïren a l'expansió és un tema molt debatut entre els historiadors. La teoria amb més força postula que Carlemany va "utilitzar la força i el terror per tal de cristianitzar tots els pagans", fet que en comportà la conversió o execució. Així, els nòrdics i altres pagans varen resistir i plantejar una revenja. El professor Rudolf Simek constata que "no és una coincidència que les activitats primerenques dels vikings es duguessin a terme durant el regnat de Carlemany". La penetració del cristianisme a Escandinàvia provocà un greu conflicte que dividí Noruega durant gairebé un segle.
Una altra explicació és que els vikings van explotar un moment de debilitat a les regions circumdants. Anglaterra patia divisions internes i era una presa relativament fàcil per la proximitat de moltes ciutats al mar o a rius navegables. La manca d'oposició naval a tot Europa occidental va permetre a les naus vikingues viatjar lliurement, assaltant o comerciant sempre que l'oportunitat ho permetia. L'esfondrament en els beneficis de les antigues rutes comercials també podria haver-hi jugat un cert paper. El comerç entre Europa occidental i la resta d'Euràsia va patir un cop molt sever quan l'Imperi Romà d'Occident va caure al segle v. L'expansió de l'islam durant el segle vii també hi havia afectat el comerç amb Europa occidental.
Els assalts a Europa, incloent-hi ràtzies i nous assentaments escandinaus, no eren cap novetat a Europa, i ja es donaven des de molt abans de l'aparició dels vikings. Els juts havien envaït les Illes Britàniques tres segles abans, i emergiren de Jutlàndia durant l'època de les grans migracions, abans que els danesos s'hi assentessin. Els saxons i els angles van fer igual, embarcant cap a les Illes Britàniques des de l'Europa continental. Les batudes dels vikings varen ser, tanmateix, les primeres a ser documentades per escrit per testimonis oculars, i eren molt més grans en escala i freqüència que les realitzades en temps anteriors.

### Final de l'era vikinga

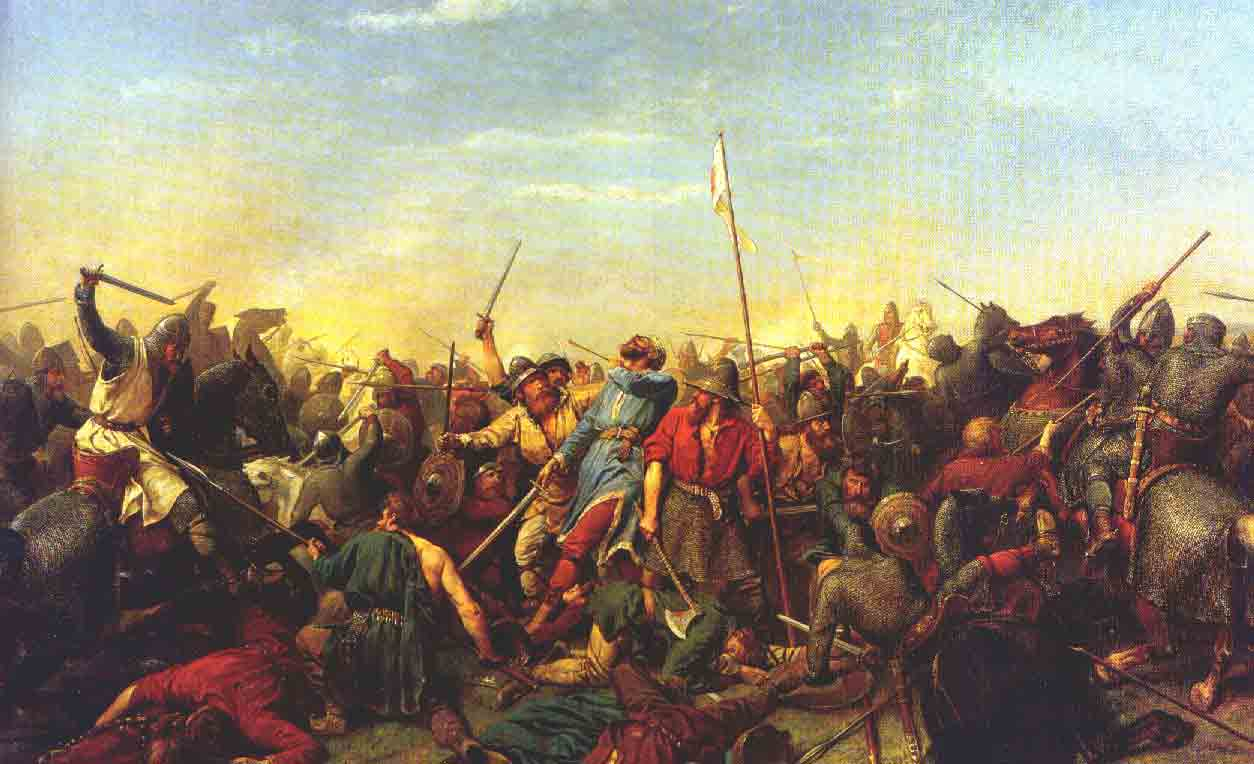
Batalla de Stamford Bridge, de Peter Nicolai Arbo. Tradicionalment aquesta batalla dona per acabada la presència vikinga a Anglaterra

Durant l'era vikinga, homes i dones d'origen nòrdic van viatjar a moltes parts d'Europa i més enllà, en una diàspora cultural que va deixar traces des de Terranova fins a l'Imperi Romà d'Orient. Aquest període de l'activitat frenètica també va tenir un efecte pronunciat a Escandinàvia, que fou subjecta a una gran varietat de noves influències culturals i econòmiques. Durant els 300 anys posteriors al s. VIII, moment en què els saquejadors vikings foren documentats per primera vegada fora d'Escandinàvia, aquesta va experimentar canvis culturals profunds.
A la darreria del segle xi, les dinasties reials legitimades per l'Església catòlica (que fins aleshores havia tingut una influència quasi nul·la a Escandinàvia) consolidaven el seu poder amb ambició i autoritat creixents, i els regnes de Dinamarca, Noruega i Suècia ja s'havien format. Van començar a aparèixer ciutats que exercien de centres eclesiàstics, seculars i mercantils, amb economies monetàries basades en els models anglesos i alemanys. En aquesta època l'afluència de la plata provinent de l'est havia desaparegut feia més d'un segle, i la plata britànica havia deixat de fluir a la primera meitat del s. XI. El cristianisme ja havia arrelat a Dinamarca i a Noruega amb l'establiment de diverses diòcesis al llarg del segle xi, i la nova religió començava a organitzar-se més eficaçment a Suècia. Eclesiàstics estrangers i elits escandinaves varen ser energètics a l'hora d'afavorir la cristianització, i l'estil de vida i cultura nòrdica s'anaren transformant. El 1103, es va fundar el primer arquebisbat a Escandinàvia, a Lund, Escània (aleshores part del Regne de Dinamarca).
L'assimilació dels regnes escandinaus a la religió dominant a europa va alterar el aspirations dels governants escandinaus de la capacitat dels nòrdics per a viatjar a l'estranger, canviant en gran manera les seves relacions amb els regnes veïns. Una de les principals fonts de beneficis pels vikings havia estat la captura d'esclaus. L'Església medieval afirmava que els cristians no podien posseir altres cristians com esclaus, així que l'esclavitud decaigué com a pràctica per tot Europa del nord. La prohibició de l'esclavitud fa restar gran part de l'incentiu econòmic dels assalts vikings, tot i que es mantingué una certa activitat esclavista fins al segle xi.
Els reis de Noruega van seguir reafirmant el seu poder a Irlanda i al nord de la Gran Bretanya, i les batudes van continuar fins al segle xii, però les ambicions militars dels governants escandinaus es dirigiren a noves direccions. El 1107, Sigurd I de Noruega va navegar pel Mediterrani amb croats noruecs per a lluitar pel Regne de Jerusalem, i danesos i suecs van participar enèrgicament a les Croades Bàltiques dels segles xii i xiii.

## Cultura

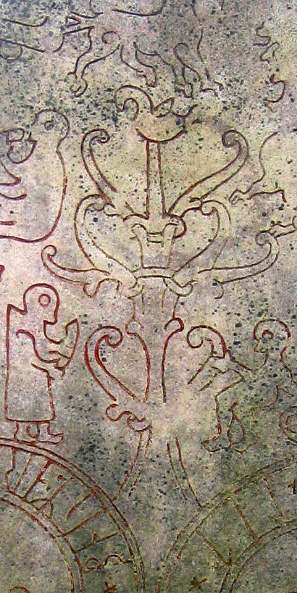
Yggdrasil representada a la pedra rúnica GS 19, a Ockelbo, Suècia.

Diverses fonts il·lustren la cultura, activitats, i creences dels vikings. Tot i que tenien fonamentalment una cultura no escrita que no deixava cap llegat literari, van tenir un alfabet amb el qual es descrigueren a ells i a la seva cultura a través d'esteles. La majoria de fonts literàries escrites contemporànies als vikings provenen d'altres cultures que hi tingueren contacte. Des de mitjan segle xx, els descobriments arqueològics han ajudat a construir una imatge més completa i equilibrada de les vides dels vikings. El registre arqueològic és especialment ric i variat, proporcionant coneixements dels seus assentaments rurals i urbans, artesania i producció, vaixells i equipament militar, xarxes comercials, així com d'artefactes i pràctiques religioses tant paganes com cristianes.

### Religió, mitologia i cosmologia
La religió nòrdica era una forma de paganisme germànic que anomenem paganisme nòrdic o religió nòrdica. Aquesta religió, així com tota la mitologia relacionada, es basava en l'existència d'un frexie immens anomenat Yggdrasil que lligava l'univers. Aquest univers estava format per nou regnes comunicats entre ells per Yggdrasil:Asgard (Ásgarðr), regne dels Aesir (Æsir): 
- Alfheim (Álfheimr o Ljósálfheimr), regne dels elfs.
- Nidvaellir (Niðavellir o Svartálfaheimr), regne dels elfs foscos i dels nans.
- Midgard (Miðgarðr), regne dels humans.
- Jotunheim (Jötunheimr o Útgarðr), regne dels Jötun.
- Vanaheim (Vanaheimr), regne dels Vanir.
- Nilfheim (Niflheimr), regne dels gegants de gel i dels morts deshonorables.
- Muspellheim (Múspellsheimr), regne dels gegants de foc i del Jötun Surtr.
- Helheim (Helheimr o Hel), regne on reposen les ànimes que no han anat a Nilfheim o al Valhalla.
- Asgard, regne dels déus bèl·lics (Aesir).

Segons les interpretacions, vegades Helheim es pot considerar una part de Nilfheim.

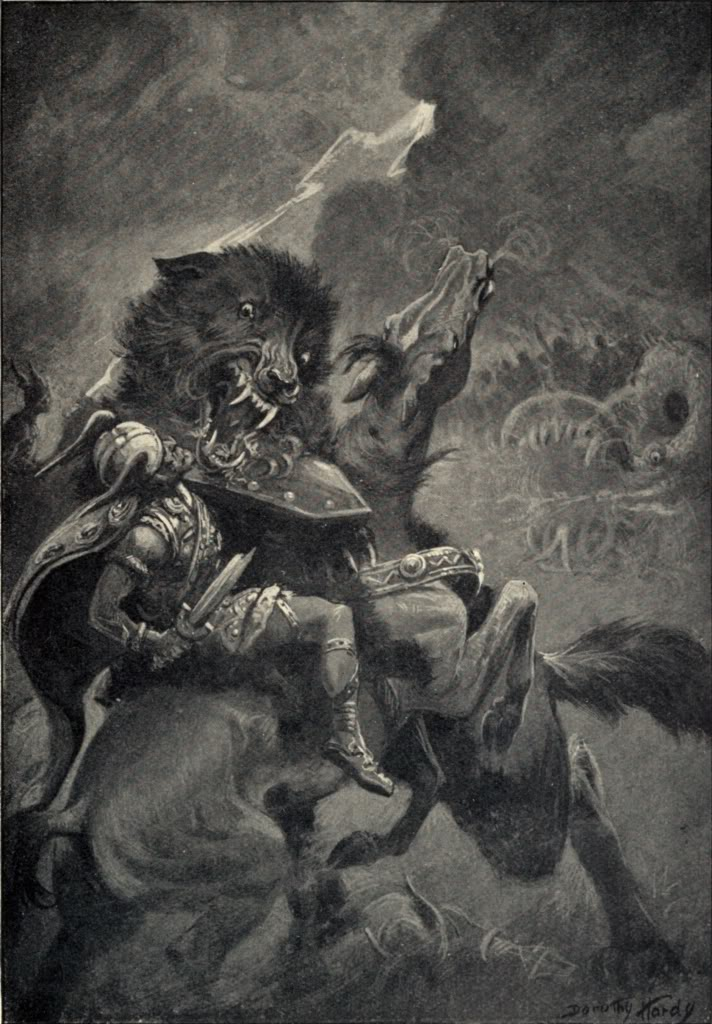
Fenris devorant Odin.

. De la relació entre els diversos regnes sorgia el mite de la creació, en el qual els primers déus (descendents de gegants) exiliaven els Jötun i creaven la realitat. La majoria de mites nòrdics no mostren uns déus que puguin ser exemples de moralitat. Els déus nòrdics estaven per damunt de la moralitat humana i acostumaven a mentir, enganyar i assassinar. Els nòrdics tampoc derivaven les seves lleis d'una autoritat divina, ja que l'ordre a la societat es considerava una responsabilitat humana. Les ànimes d'aquells que havien mort amb honor viatjaven, ajudats per les Valquíries, al Valhalla (Valhöll) (el saló d'Odin), on celebrarien una gran festa fins al dia del Ragnarok (Ragnarök). Durant el Ragnarok (la gran batalla final entre déus i Jötun), les ànimes d'aquests guerrers servirien de soldats d'Odin. Es considerava que el Ragnarok conduiria a la destrucció de l'univers.
El paganisme nòrdic era una religió politeista amb un panteó molt ampli, però se'n poden destacar les tres deïtats principals: Odin, Thor i Frei.
- Odin (també anomenat Woden, Wotan o Wodanaz) era el cap de tots els déus, i governava a la residència dels Aesir. Era el déu de la saviesa, de la poesia, de la música i dels guerrers morts en combat. Li faltava l'ull esquerre, que havia sacrificat per a aconseguir la saviesa de les runes, i l'acompanyaven dos corbs: Hugin (pensament) i Munin (memòria).
- Thor era el déu del tro i el fill d'Odin. Si els nobles i els guerrers honoraven Odin, a Thor l'adoraven els pagesos i la gent senzilla que depenien de les pluges, i també que els temporals i no afectessin les collites. Thor era un déu impetuós, de naturalesa violenta i rarament reflexiu. El més destacable d'ell n'era la força, representada per Mjöllnir, el seu martell. Thor actuava com a protector de la humanitat, viatjava sovint a Jotunheimen per a caçar trols i jötuns.
- Frei, germà bessó de Freia, era el déu de la fertilitat i de la natura. Tot i ser un déu important per als nòrdics, no era de la família dels Aesir, sinó d'una altra família de déus: els Vanir.

### Llengua i literatura
Les fonts primàries més importants sobre els vikings són els textos contemporanis d'Escandinàvia i de les regions on els vikings actuaven. Amb la popularització del cristianisme es va introduir també l'ús del llatí i de l'alfabet llatí, així que és difícil trobar fonts documentals originàries d'Escandinàvia d'abans dels segles Xi i XII. Els nòrdics feien inscripcions utilitzant runes, però normalment són molt curtes i formulaiques. Les fonts documentals més contemporànies als vikings consisteixen en textos escrits a regions cristianes o islàmiques fora d'Escandinàvia, sovint per autors que havien estat directament afectats per l'activitat vikinga.

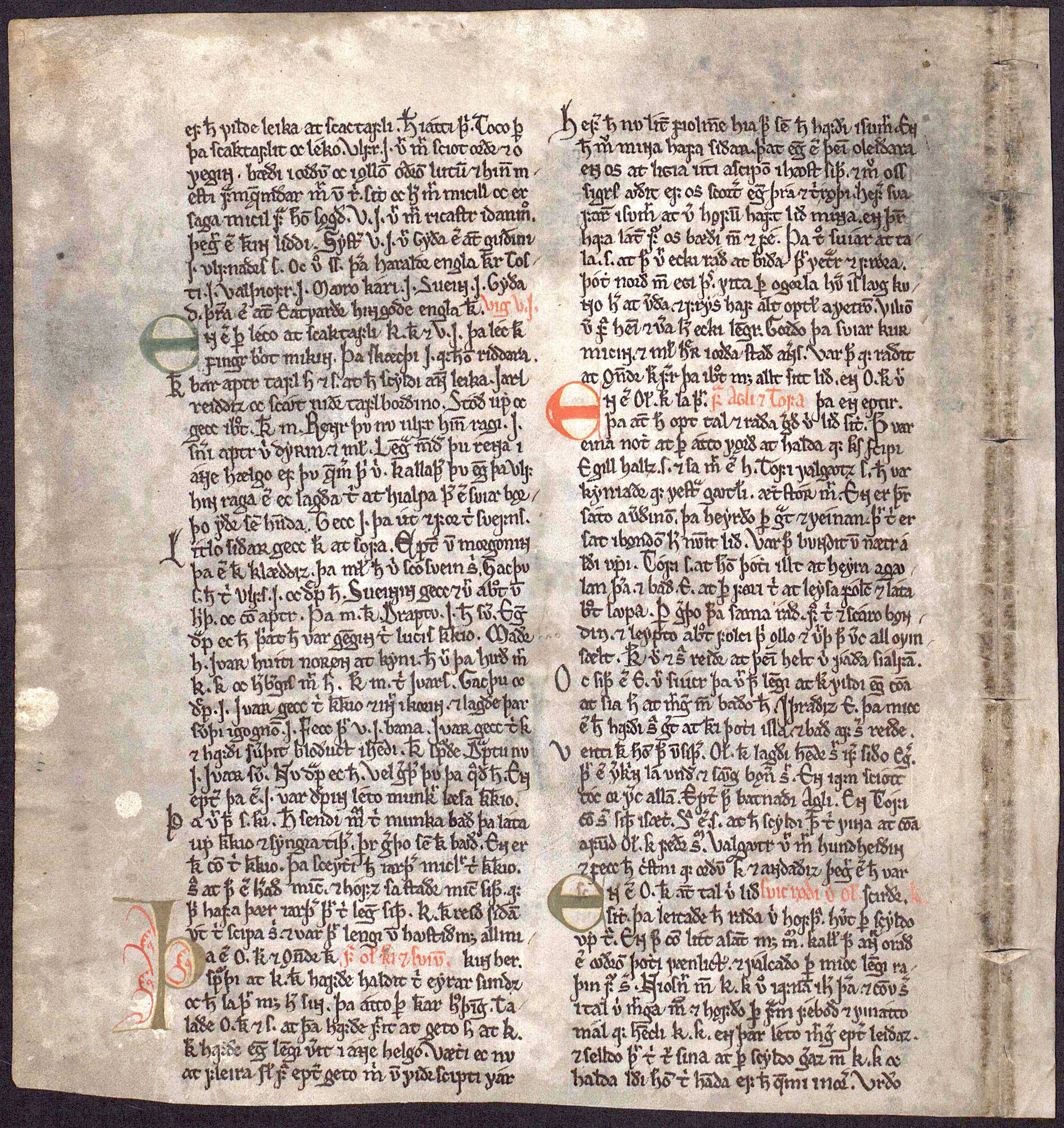
Una pàgina conservada del Heimskringla, escrit per Snorri Sturluson vora el 1260.

Escriptures més tardanes sobre els vikings i l'Edat vikinga també són importants per a entendre'ls a ells i la seva cultura, tot i que s'han de saber interpretar amb precaució. Després de la consolidació de l'església i l'assimilació d'Escandinàvia i les seves colònies a la cultura cristiana medieval els segles xi i xii, fonts escrites comencen a aparèixer, tant en llatí com en antic nòrdic. A la colònia vikinga d'Islàndia, una literatura vernacla extraordinària va començar a florir entre els segles XII i XIV, i moltes tradicions lligades a l'Era vikinga van ser escrites i registrades per primer cop a les sagues islandeses. Una interpretació literal d'aquestes narracions en prosa medieval sobre els vikings i el passat escandinau és naturalment dubtosa, però molts els elements específics resten dignes de consideració, com la gran quantitat de poesia skàldica atribuïda als skalds (els poetes de la cort) dels segles x i xi. Aquestes escriptures també inclouen arbres genealògics, els valors ètics i la imatge que tenien de si mateixos els nòrdics.
Els vikings també van deixar inconscientment una finestra oberta a la seva llengua, cultura i activitats, a través de molts topònims i paraules que resten a les seves antigues zones d'influència. Alguns d'aquests topònims i paraules són encara d'ús directe avui dia, gairebé inalterats, i ajuden a entendre on es van assentar i el que significaven certs llocs per a ells, com ara Egilsay (d'Eigils Ø "l'illa d'Eigil"), Ormskirk (d'Ormr kirkja, "Església d'Orms" o "Església del Cuc"), Meols (de merl "dunes de sorra"), Snaefell (neu caiguda), Ravenscar (roca dels Corbs), Vinland (Terra de Vi o Terra de Nabius), Kaupanger (Port de Mercaderies), Tórshavn (Port de Thor), i Odense (allà on es venera Odin).
La influència vikinga és també evident en conceptes com el Tynwald (l'actual cos parlamentari de l'Illa de Man). A les illes Òrcades i Shetland, el nòrdic antic va reemplaçar les llengües locals i amb el temps va evolucionar a l'ara extingida llengua norn (actualment substituïda per l'scots).Alguns topònims moderns només prenen sentit i contribueixen a la nostra comprensió després d'una recerca més intensa de fonts lingüístiques medievals o més tardanes, com York (Badia del Cavall), Swansea (Illa de l'Sven) o Tocqueville (Granja d'en Toki). Estudis lingüístics i etimològics continuen proporcionant una font vital d'informació de la cultura nòrdica, de la seva estructura social i història; i de com van interaccionar amb les persones i cultures van conèixer, comerciar, atacar o conviscut en assentaments. S'ha especulat que diversos topònims de la costa occidental del sud de França podrien provenir també d'activitats vikingues, com Taillebourg (Trelleborg, Ciutat o Castell de Thralls).La Gascunya i voltants és una àrea amb jaciments arqueològics vikings. Molt Vell Norse les connexions són evidents en les llengües de dia modern de suec, Noruec, danès, Feroès i Islandès. El nòrdic antic no va exercir gaire influència en les llengües eslaves als assentaments vikings de l'Europa Oriental. S'ha especulat que la raó fou la gran diferència entre les dues llengües, combinada amb els negocis més pacífics que els vikings del Rus' duien a terme, i el fet que es torbaven en inferioritat numèrica. Tot i així, els nòrdics van batejar alguns dels ràpids del Dnièper, però costa molt distingir-los en els noms moderns.
Gran part de la percepció actual que es té dels vikings és a causa de les fonts escrites disponibles. Coneixem molt més sobre les activitats dels vikings a l'oest que no pas a l'est. Una raó és que les cultures del nord-est europeu no realitzaven registres escrits. Una altra és que la gran majoria de fonts escrites sobre l'Escandinàvia nòrdica prové d'Islàndia, una nació fundada per colonitzadors noruecs. Així doncs, hi ha molt més material de l'Era vikinga que concerneix Noruega que Suècia o Dinamarca, les quals, a part d'inscriptions rúniques, quasi no tenen cap font escrita de l'alta edat mitjana.

#### Pedres rúniques

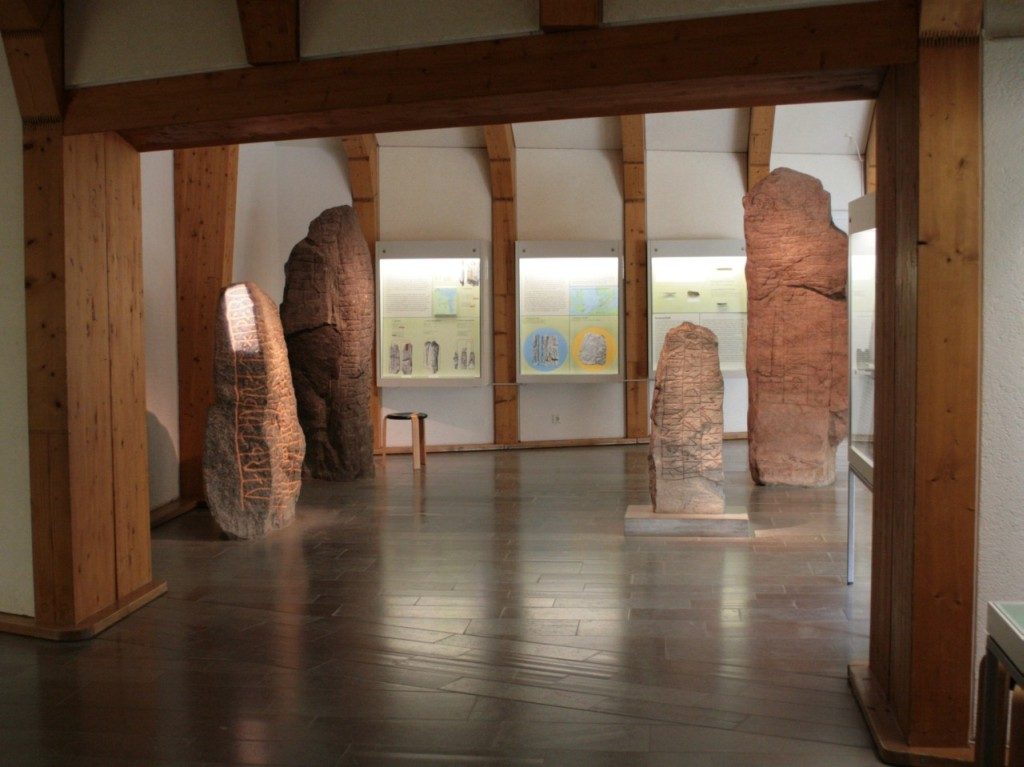
Pedres rúniques al Museu Viking de Hedeby.

Els nòrdics de l'Era vikinga podien llegir i escriure utilitzaven un alfabet no estandarditzat, anomenat runor, basat en valors fonètics. Tot i que hi ha molt poques restes d'escriptura rúnica en paper, milers de pedres amb inscripcions rúniques van ser alçades allà on els vikings van viure. Normalment són esteles que commemoren els morts, encara que no necessàriament col·locades a les tombes. L'ús del runor va sobreviure fins al segle xv, utilitzat en paral·lel amb l'alfabet llatí.
La majoria d'inscripcions rúniques del període viking es troben a Suècia i daten del segle xi. L'estela més vella amb inscripcions rúniques va ser trobada a Noruega i data del segle iv, suggerint que les inscripcions rúniques són molt anteriors a l'Era vikinga. Moltes inscripcions rúniques d'Escandinàvia registren els noms de participants en diverses expedicions, com el la Pedra rúnica de Kjula que explica les guerres de l'Europa Occidental; o la Pedra rúnica de Turinge, que explica una banda de guerra a Europa Oriental. Altres inscripcions rúniques esmenten homes que van morir en expedicions. D'aquestes, hi ha 25 Pedres rúniques d'Ingvar al districte Mälardalen de Suècia erigides per a commemorar els membres d'una expedició desastrosa a l'actual Rússia a principis del segle xi. Les pedres rúniques són fonts importants en l'estudi de la societat nòrdica i dels inicis de l'Escandinàvia medieval, no només del segment de la població que exercia de viking.
Les esteles de Jelling daten d'entre 960 i 985. La pedra més vella i petita va ser aixecada pel rei Gorm el Vell, l'últim rei pagà de Dinamarca, com a commemoració de la reina Thyre. La pedra més gran va ser erigida pel seu fill, Harald Blåtand, per a celebrar la conquesta de Dinamarca i Noruega i la conversió dels danesos al cristianisme. Té tres costats: un amb una imatge animal, un amb una imatge de Jesús crucificat, i un tercer costat amb una inscripció.
Les pedres rúniques testifiquen viatges a ubicacions com Bath, Grècia, Coràsmia, Jerusalem, Itàlia, Serkland, Anglaterra, i diversos llocs de l'Europa Oriental. Inscriptions de l'Era vikinga també han estat descobertes a l'Illa de Man.

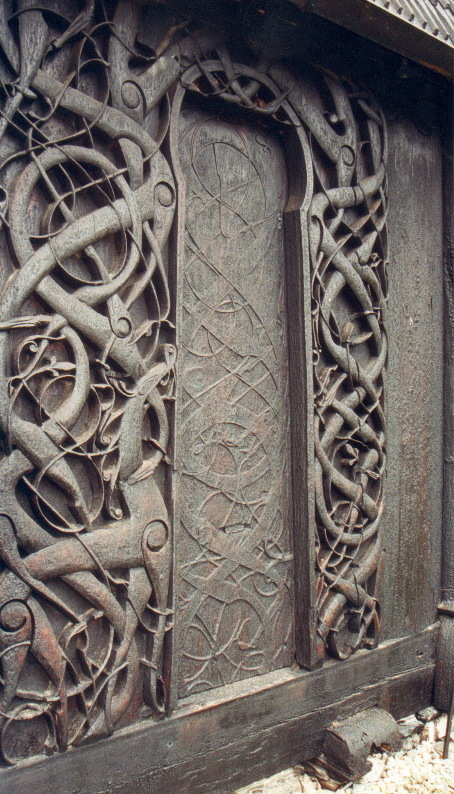
Runes gravades en fusta al portal de l'Església de fusta d'Urnes, a Noruega.

### Art

#### Materials
Generalment, el coneixement actual que podem tenir de l'art nòrdic i viking en general, es basa en objectes fabricats amb materials duradors com metalls, pedra, fusta, os, vori i alguns teixits molt resistents. Segons algunes fonts escrites els vikings podrien haver lluït tatuatges molt elaborats, dels quals és difícil trobar-ne restes, així que podem afirmar que el registre artístic nòrdic al qual tenim accés avui en dia és incomplet.
- Fusta i materials orgànics: La fusta era òbviament el material principal per als artistes, era barata, fàcil d'esculpir, i molt abundant al nord d'Europa.
- Pedra: Amb l'excepció de les pedres Gautes de Suècia, la pedra no es va fer servir a Escandinàvia fins a la segona meitat del segle x.
- Metall: La historiografia actual de l'art nòrdic es basa pràcticament tota en els objectes ornamentals fets amb metall que provenen de diverses fonts.[61] La joieria la lluïen tant homes com dones (excepte arracades en ambdós casos). Duien anells, cadenes, braçalets, fermalls i sivelles. Les seves armes estaven decorades a l'empunyadura. La majoria d'aquestes joies estaven fetes amb or o plata. Gran part d'aquests objectes s'han recuperat de les tombes del període, ja que la gent acostumava a ser enterrada vestida i amb les seves millors joies. Molt menys freqüents són els tresors enterrats que s'han descobert, probablement enterrats per a protegir-los i mai recuperats, tot i que es creu que alguns podrien haver estat ofrenes als déus. Les monedes vikingues també formen part d'aquesta categoria, tot i que els seus dissenys era clarament independent dels estils artístics contemporanis.
- Altres materials: Diverses formes artístiques no visuals, com la poesia skàldica, s'han conservat fins avui en dia gràcies als registres escrits.

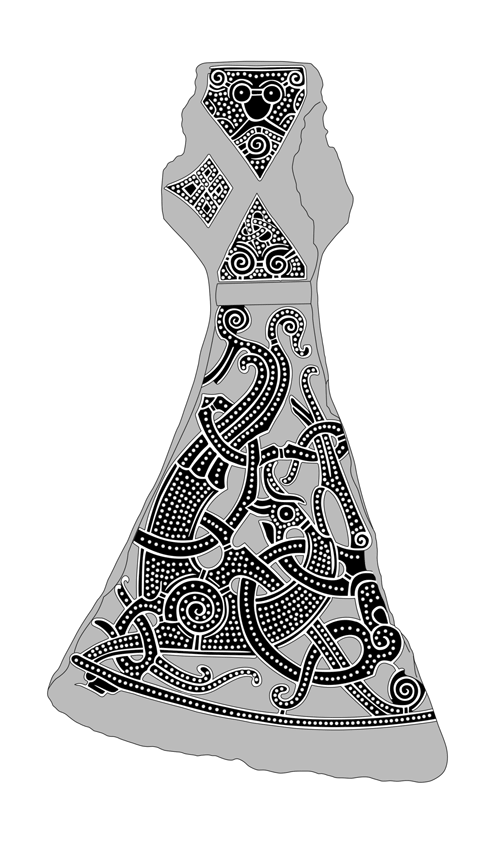
Fulla de la destral de Mammen

#### Estils artístics
L'art de l'Edat vikinga s'organitza en una seqüència de fases estilístiques que se superposaven en estil i cronologia, i que podríem classificar en diversos estils:
- Estil d'Oseberg: es considera la fase inicial de l'art viking.[62] Agafa el nom de la nau d'Oseberg, un vaixell descobert a la granja d'Oseberg a prop deTønsberg, a Noruega, que també contenia una gran quantitat d'objectes decoratius fets amb fusta.[63]
- Estil de Borre: pren el nom dels túmuls a prop de Borre, a Noruega. L'estil de Borre va ser prevalent a EScandinàvia des del segle ix fins al X.[64]
- Estil de Jellinge: és la fase d'art animalístic del s.X.[65] És un estil marcadament més estilitzat que els anteriors, basat en formes animals. S'anomena així gràcies a una gran quantitat d'objectes trobats a Jelling (Dinamarca), que tot i així més tard serien categoritzats com a pertanyents a l'estil de Mammen.[65]
- Estil de Mammen: pren el nom dels túmuls de Mammen, a Jutlàndia. L'objecte més distintiu d'aquest estil és la destral de Mammen, una destral gravada amb dissenys de plata, probablement de caràcter cerimonial.
- Estil de Ringerike: el nom s'adopta del districte de Ringerike, al nord d'Oslo, d'on provenia el gres utilitzat per a gravar les pedres amb els dissenys d'aquest estil.[66] L'estil Ringerike és un estil animalístic dels segles x i xi, amb motius recurrents de lleons, ocells i espirals. Alguns elements d'aquest estil foren nous a l'art viking, com les creus i nusos que lligaven dos o més motius.[65] La majoria de motius d'aquest estil tenen homòlegs als arts anglosaxó i otonià.
- Estil d'Urnes: va ser l'última fase d'art animalístic escandinau, des de la segona meitat del s.XI fins a principis del XII.[67] S'anomena així en referència al portal nord de l'Església de fusta d'Urnes,a Noruega, tot i que la majoria d'objectes s'han trobat a Uppland, Suècia. Aquest estil de vegades també s'anomena "estil de Pedres rúniques".[67] Normalment, aquest estil es divideix en diveros períodes: el primerenc,[68] el mitjà i el tardà.[69] L'estil que fa de pont entre aquest estil i el romànic s'anomena estil d'Urnes-romànic, present a Gotland i a la Suècia continental.[69]

Aquestes fases estilístiques apareixen en les seves formes més pures a Escandinàvia, a la resta del món viking és més usual de trobar-hi barrejes amb els estils locals.

### Tombes
Hi ha diverses tombes associades als vikings pertot arreu d'Europa – a Escandinàvia, les Illes Britàniques, Irlanda, Groenlàndia, Islàndia, les Illes Fèroe, Alemanya, el Baltic, Rússia, etc. Les pràctiques d'enterrament dels vikings eren molt variades, des de cavar tombes a terra, a túmuls, i a vegades realitzant enterraments amb nau funerària.
Segons fonts escrites, la majoria dels funerals tenien lloc al mar. Els funerals implicaven l'enterrament o la cremació, depenent del costum local. A l'àrea que ara és Suècia, les cremacions eren predominants; tot i que l'enterrament era més comú a Dinamarca; i a Noruega s'utilitzaven ambdós. Els elements enterrats amb el mort donen certa indicació sobre què podia ser considerat important de posseir en una vida futura. No se sap quina podia ser la litúrgia seguida amb els nens morts. Algunes de les tombes més importants conegudes inclouen:
- Noruega: Oseberg; Gokstad; Borrehaugene.
- Suècia: Gettlinge gravfält; els cementiris de Birka (Patrimoni de la Humanitat); Valsgärde; Gamla Uppsala; Hulterstad gravfält i Hulterstad a Öland.
- Dinamarca: Jelling (Patrimoni de la Humanitat); Lindholm Høje; la nau de Ladby i Mammen.
- Escòcia: nau funerària de Port an Eilean Mhòir enterrament; nau funerària de Scar, a les Òrcades.
- Faroe Illes: Hov.
- Islàndia: Mosfellsbær; la nau funerària de Vatnsdalur a Austur-Húnavatnssýsla.[70][72][73]
- Groenlàndia: Brattahlíð.
- Alemanya: Hedeby.
- Letònia: Grobiņa.
- Ucraïna: la Tomba Negra.
- Rússia: Gnezdovo.

### Naus

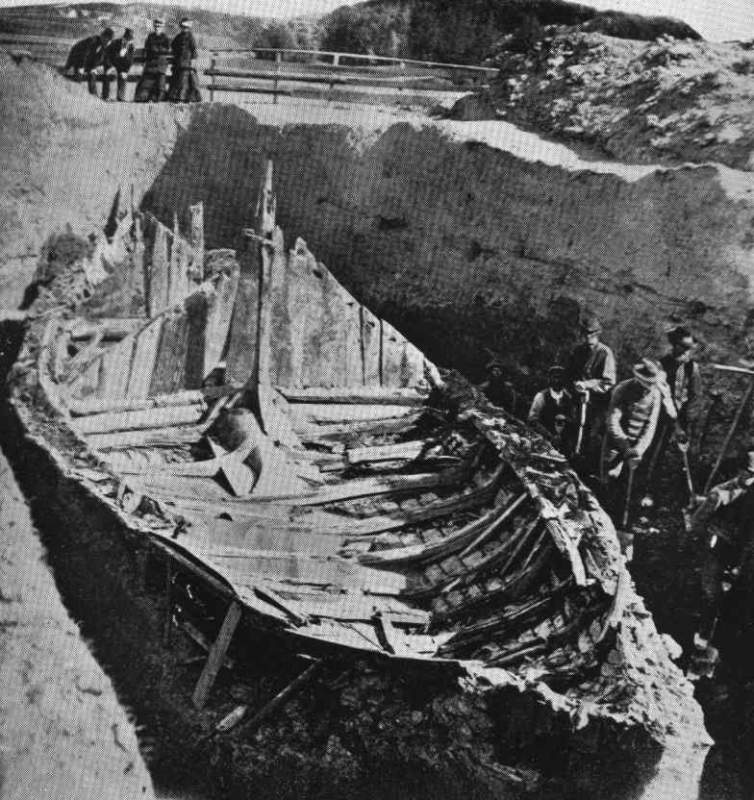
Les excavacions del vaixell de Gokstad, el 1880

Hi ha diverses troballes arqueològiques de naus vikingues de totes les mides, proporcionant informació sobre les tècniques emprades per a construir-les. Hi havia molts tipus de vaixells vikings, construïts per a diversos usos; el més conegut és probablement el drakar. El drakar es feia servir per a la guerra i l'exploració. Dissenyat per a ser àgil i veloç, s'equipava amb rems per a complementar la vela, fent la navegació possible independentment del vent. Els drakars tenien un buc estret i allargat i un calat petit per a facilitar l'atracament i el desplegament de tropes en aigües poc profundes. Els drakars eren molt utilitzats pel Leidang, les flotes defensives escandinaves. El drakar va permetre als nòrdics dedicar-se a fer de vikings, la qual cosa explica per què aquest tipus de vaixell ha esdevingut gairebé sinònim al concepte de vikings.
Els vikings varen construir diverses naus úniques, sovint utilitzades per tasques pacífiques. El knarr era un vaixell mercant, dissenyat per al transport de mercaderies a l'engròs. Tenia un buc més ample, un calat profund, i un nombre més petit de rems que el drakar (utilitzats principalment per a maniobrar en ports o situacions similars). Una innovació vikinga fou el beitass, una verga muntada a la vela que permetia que el vaixell navegués eficaçment contra el vent. Era una pràctica comuna en la navegació vikinga el fet de remolcar o portar una embarcació més petita per a transferir tripulacions i mercaderies del vaixell a la riba.
Els vaixells eren una part integral de la cultura nòrdica. Facilitaven el transport diari a través de mars i canals, l'exploració de nous territoris, batudes, conquestes, i el comerç amb les cultures veïnes. També posseïen una gran importància religiosa. Les persones amb una alta posició social eren enterrades a vegades en una petita embarcació juntament amb sacrificis animals, armes, provisions i altres elements, com demostren les naus funeràries Gokstad, Oseberg i Ladby. Els vikings també realitzaven naus funeràries a l'estranger, com les descobertes a Salme, a l'illa estoniana de Saaremaa.
Les restes de cinc naus vikingues molt ben conservades (incloent-hi drakars i knarrs) varen ser excavades al fiord de Roskilde a final dels anys seixanta. Les embarcacions varen ser barrinades el segle xi per a bloquejar un canal navegable i poder protegir Roskilde (aleshores la capital danesa) de qualsevol atac naval. Les restes d'aquests vaixells s'exposen actualment al Museu Naval Viking de Roskilde.

#### Museus de vaixells vikings
A Oslo existeix el museu anomenat Vikingskipshuset que forma part del Museu Cultural Històric de la Universitat d'Oslo, on s'exposa, entre d'altres, el vaixell de Gokstat, trobat el 1879, de 24 metres d'eslora per 5 de mànega i l'anàlisi de dendrocronologia del qual ha fet datar-lo prop de l'any 890.
Un altre museu important dedicat als vaixells vikings és el Vikingeskibsmuseet a Roskilde (Dinamarca); aquest museu va ser construït el 1969 per albergar els cinc primers vaixells trobats a les excavacions realitzades l'any 1962 i que es trobaven submergits al fiord de Roskilde. Les instal·lacions del museu van ser ampliades el 1997, i disposen ara d'una illa i d'un port, on és possible visitar una col·lecció de rèpliques de vaixells nòrdics i vikings.

## Vida quotidiana

### Estructura social
La societat estamental vikinga estava dividida en tres classes socioeconòmiques: thralls, Karls i Jarls. Ho podem trobar descrit a l'Edda poètica de Rígsþula, on també s'explica que va ser el déu Heimdallr qui va crear els tres estaments. L'arqueologia ha confirmat aquesta estructura social.
Els thralls eren esclaus i òbviament, la classe més baixa. L'esclavitud era d'una importància vital a la societat nòrdica, tant a la vida diària com en la construcció a gran escala o en el comerç i l'economia. Els thralls servien com a criats i treballadors a les granges i cases més grans de Karls i Jarls, i eren utilitzats per a construir fortaleses, murs, canals, carreteres i projectes similars. Segons el Rígsþula, els thralls eren menyspreats i mal considerat per la resta de la societat. Els nous thralls s'aportaven a la societat bé per ser fills i filles de thralls o per captura a l'estranger. Els vikings acostumaven a capturar moltes persones en les seves batudes a Europa, esclavitzant-les i convertint-les en thralls. Els nous thralls podien ser enduts a Escandinàvia per mar, o utilitzats a la regió on eren capturats per a construir nous assentaments. Molts sovint es venien, sobretot als àrabs a canvi de plata.
Els Karls eren camperols lliures. Posseïen granges, terres i bestiar. Realitzaven les feines diàries de llaurar els camps, munyir el bestiar, i empraven els thralls com a ajuda.
Els Jarls eren l'aristocràcia de la societat nòrdica. Eren rics i propietaris de grans parcel·les, cases llargues, cavalls i molts thralls. Els thralls o els criats s'ocupaven de la majoria de les feines diàries, i els Jarls s'ocupaven de l'administració, la política, caça, esports, a fer visites diplomàtiques a altres Jarls o a l'estranger dirigint expedicions. De vegades, quan un Jarl moria i era enterrat, els thralls de la seva propietat a vegades eren sacrificicats i enterrats amb ell, com han revelat diverses excavacions.
A la vida diària, hi havia moltes posicions intermèdies a l'estructura social nòrdica, i es creu que hi podria haver hagut algun tipus de mobilitat social. De moment sembla que aquests detalls no són prou clars, però l'existència de títols i posicions com hauldr, thegn o landmand demostren mobilitat entre Karls i Jarls.
Les dones tenien un estatus relativament lliure a la cultura nòrdica, com podem comprovar a les Grágás (un recull de lleis islandeses) i les Frostating iGulating noruegues. Les tietes, nebodes i netes de branques paternes (anomenades odalkvinna) podien heretar les propietats d'un difunt.
En absència de parents mascles, una dona soltera sense hereu podria heretar no només les propietats sinó també la posició de cap de família d'un pare o germà difunts. Una dona d'aquestes característiques s'anomenava Baugrygr, i exercia tots els drets permesos al cap d'un clan familiar, com el dret de reclamar i cobrar multes per l'assassinat d'un familiar. Una Baugrygr mantenia aquests drets fins que es casava, moment en el qual eren transferits al seu marit. Després que fer els vint anys, una dona soltera (anomenada maer o mey) assolia la majoria d'edat legal i tenia el dret de decidir el seu lloc de residència i era considerada una persona jurídica davant la llei. Una excepció a la seva independència era el dret d'escollir marit, ja que els matrimonis acostumaven a ser arranjats pel clan. Les vídues gaudien del mateix estat independent que les dones solteres. Una dona casada podria divorciar-se del seu marit i tornar-se a casar. També era socialment acceptable per a una dona lliure de conviure amb un home i tenir-hi fills sense casar-hi, fins i tot si l'home ja estava casat; les dones en aquesta situació s'anomenaven frilla. No hi havia cap distinció legal entre els nens nascuts dins o fora del matrimoni: tots dos tenien el dret d'heretar les propietats dels seus pares, i no existien els termes "naixement legítim" o "il·legítim". Les dones podien posseir autoritat religiosa i actuaven de sacerdoteses (gydja) i d'oracles (sejdkvinna). També podien exercir de poeteses (skalder), de gravadores de runes, de mercaderes i de sanadores. Aquestes llibertats anaren desapareixent gradualment després de l'adopció del cristianisme, i a partir del segle xiii, ja no es tornen a esmentar.

### Govern

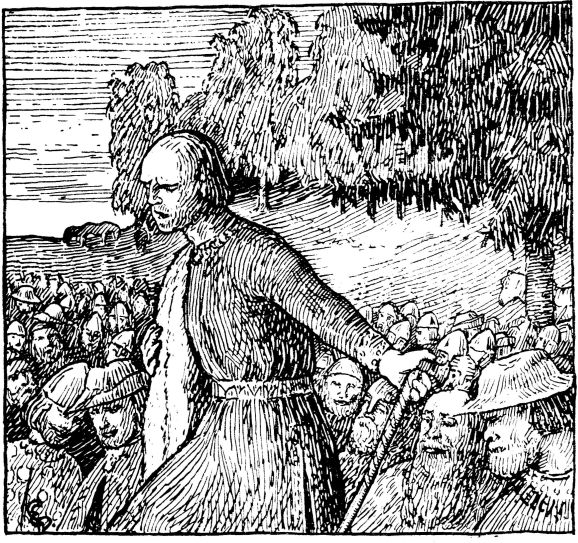
Þing d'Oslo. Il·lustració de Halfdan Egedius per la Saga de Snorre editada per Olav Trygvasons el 1899.

Les formes de govern practicades pels nòrdics es basaven en el þing, una assemblea de govern típic de les tribus germàniques formada pels homes lliures de la comunitat (Jarls i Karls). L'assemblea era presidida per lagmans, una espècie d'àrbitres legals, ja que al no comptar amb tradició escrita, les lleis es transferien oralment. Un þing es podia realitzar a diversos nivells administratius, reunint en assemblea un poble, un comptat (anomenat Hundare o Härad), una província o tot un regne. L'assemblea es feia normalment en una zona comuna o un camp especialment dedicat al þing.
El þing es reunia a intervals regulars. Legislava, escollia nobles i reis, jutjava i era memoritzat i recitat pel lagman. Les intervencions i negociacions que es duien a terme al þing eren presidides pel lagman i per la persona de més rang present, normalment un noble o un rei. A la pràctica, els þing eren dominats pel caciquisme practicat per les persones més influents de la comunitat (caps de clan, rics i nobles), tot i que en teoria s'aplicava la llei d'"un home un vot".

#### El Danelaw
El Danelaw és el nom que històricament es dona a la part d'Anglaterra governada per les lleis daneses des del s.IX al s.XI. El 865, els danesos van envair Ànglia Oriental, amb la intenció de conquerir els quatre regnes anglosaxons d'Anglaterra. Durant els deu anys següents, els danesos van conquerir Ànglia Oriental, Northúmbria i Mèrcia. Wessex fou conquerida finalment el 1016, creant l'Imperi del Mar del Nord sota el regnat de Canut el Gran. Després de la Batalla de Stamford Bridge es dona per acabada la presència vikinga a Anglaterra, però hi ha referències i cites al Danelaw fins al s.XII.

### Aparença i moda
Els tres estaments nòrdics eren fàcilment diferenciables pel seu aspecte. Els Jarls acostumaven a anar ben nets i pentinats i expressaven la seva riquesa a través de robes cares (sovint seda) i joies com fermalls, sivelles, collarets i braçalets. Gairebé tot de les joies eren fabricades amb els dissenys únics de la cultura nòrdica. Els anells de dit quasi no s'utilitzaven, i mai es van utilitzar arracades, que es consideraven una característica eslava. La majoria de Karls exhibien els mateixos gustos i higiene que els Jarls, però probablement d'una manera més relaxada i econòmica.

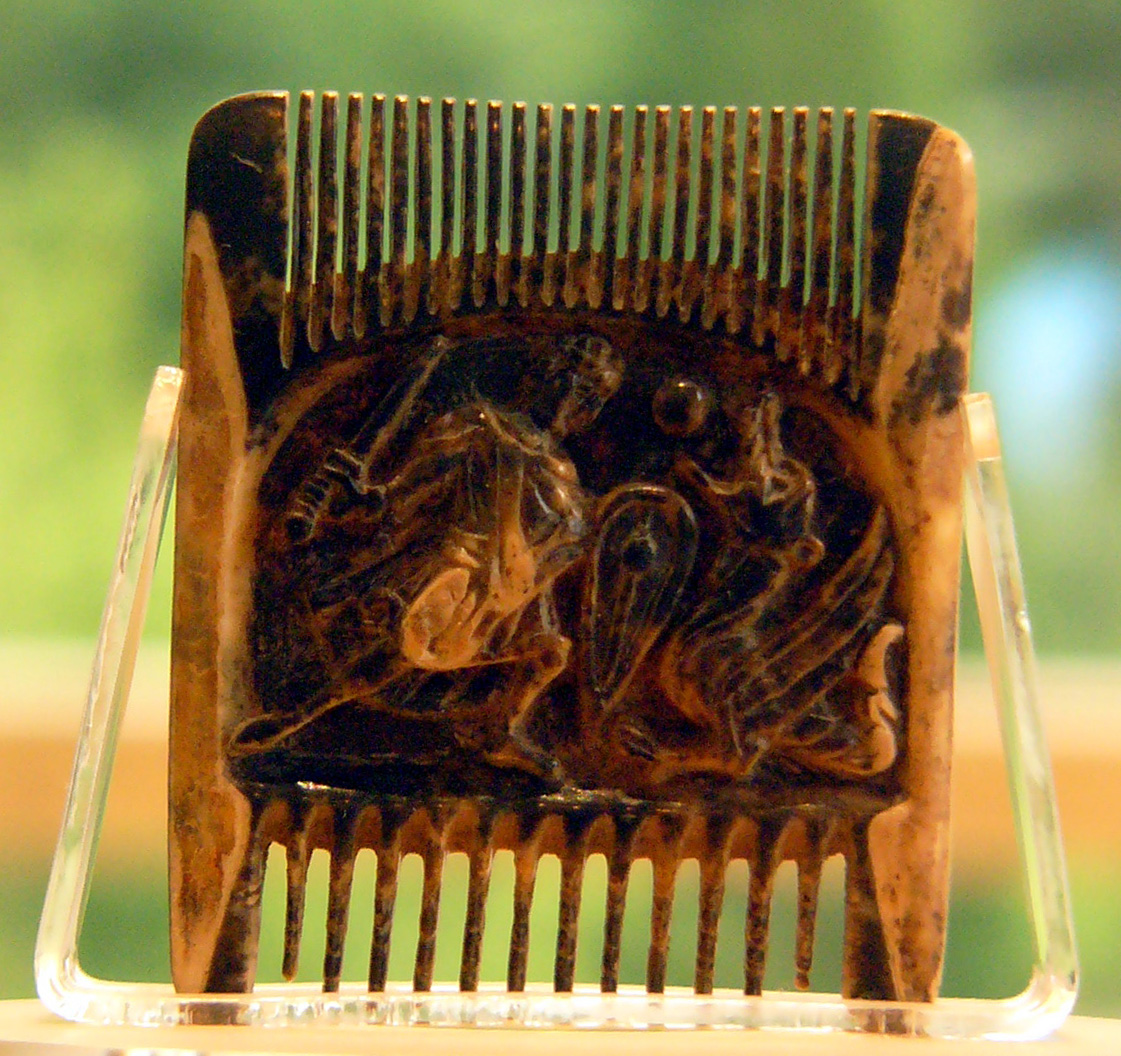
Pinta trobada a Jedburgh Abbey. La pinta és una sola peça de vori de morsa grabada al voltant de l'any 1100. La cara visible mostra un home lluitant amb un drac.

Gràcies a diversos recursos gràfics contemporanis sabem que els nòrdics acostumaven a rentar i pentinar-se sovint els cabells i la barba (una característica marcadament inusual a l'època). Les barbes eren retallades i cuidades, i el pentinat típic per als homes era llarg pel davant i curt o rapat al darrere, tot i que existien molts i diversos estils de pentinat, ja que probablement servien com un símbol de distinció i originalitat a la cultura nòrdica (els únics homesque duien el cabell curt eren els thralls). Les dones acostumaven a dur els cabells llargs, probablement recollits en una trena o monyo, i normalment es cobrien el cap amb un mocador.
És molt probable que els homes portessin la pell tatuada: Ibn Fadlan va descriure els 'Rus el 921, comentant que els homes eren molt alts (tan alts com una palmera) i que tots els homes tenien la pell coberta per línies i dibuixos de color verd fosc, des de la punta dels dits fins al coll. Aquest tipus de modificació corporal podria tractar-se de tatuatges, però també d'escarificacions o de pintura. També és possible que Ibn Fadlan no es referís als vikings en aquesta descripció, i que els confongués amb alguna tribu eslava.

### Conreus i alimentació
Les sagues ens informen la dieta i cuina dels nòrdics, però les proves de primera mà, com els pous cecs i els abocadors, han demostrat ser d'una importància molt gran. Restes de plantes sense digerir provinents de pous cecs de Coppergate a York han proporcionat molta informació respecte a aquest tema. En general, les investigacions arqueobotàniques han estat cada cop més utilitzades a les últimes decàdes gràcies a la col·laboració entre arqueòlegs i paleobotànics. Aquesta nova forma d'estudis aporta noves dades sobre les pràctiques agrícoles i hortícoles dels nòrdics i, per tant, també de la seva cuina i hàbits alimentaris.
Quan agrupem la informació provinent de diverses fonts, emergeix una imatge molt diversa de la cuina vikinga, amb molts ingredients diferents. Productes de carn de totes les classes i estils: adobada, fumada o conservada en sèrum de llet; salsitxes, i peces de carn fresca fregida o bullida eren de consum habitual. Es consumien també marisc, pa, farinetes, productes làctics, verdures, fruites, fruits i fruites seques. Com a begudes alcohòliques es consumia cervesa, aiguamel, bjórr (un tipus de vi de fruita) i, els més rics, vi importat.

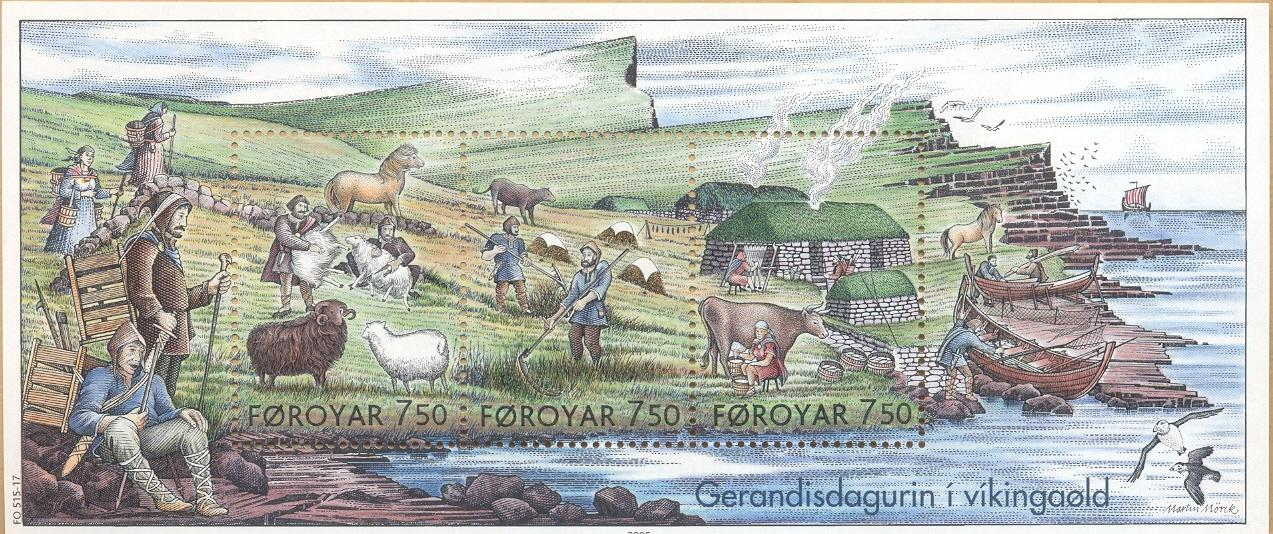
Vida quotidiana a l'Era dels vikings.

Part del bestiar era típic i únic dels nòrdics, com el cavall islandès, la vaca islandesa, diverses races d'ovelles, la gallina danesa i l'oca danesa. Els vikings de York menjaven sobretot vedella, moltó i porc, i sembla que una petita quantitat de carn de cavall. La majoria dels ossos de vedella i de cavall han estat trobats havent estat tallats longitudinalment, per tal de consumir-ne el moll. Les restes freqüents de cranis de porc i ossos de peu trobats a terra de les cases indiquen que el cap de senglar i els peus de porc eren plats comuns. Les gallines es criaven tant per la carn com pels ous. També s'ha trobat ossos d'ocells de caça menor com el gall fer, la daurada grossa, ànecs, i oques.
El marisc era una part important de la dieta, en algunes regions encara que la carn. Les balenes i les morses es caçaven a Noruega i a les costes septentrionals de l'Atlàntic, i les foques eren consumides gairebé a tot arreu. Les ostres, els musclos i les gambes eren consumides en grans quantitats, i el bacallà i el salmó eren peixos populars. A les regions meridionals, l'areng era també important.
La llet i el sèrum de mantega eren populars, fos com a ingredients o com a begudes, però no sempre eren fàcils d'obtenir, ni tan sols a les granges. La llet provenia de vaques, cabres i ovelles, amb les preferències variant segons la ubicació. Es produïen productes de llet fermentada com l'skyr o el filmjölk, així com mantega i formatge.
El menjar era salat i especiat, algunes de les espècies eren imporfades, com el pebre negre, i d'altres eren conreades o recollides al camp. Algunes de les espècies conreades eren l'alcaravia, la mostassa, el rave rusticà, l'anet, el coriandre, i l'angèlica; tal com s'ha descobert en els exàmens arqueològics dels pous cecs de Coppergate. La farigola, el ginebró, la murta, la milfulles, la ruda i els lepidis també s'utilitzaven i conreaven.
Els nòrdics recol·lectaven i menjaven fruita, fruits i fruites seques. Pomes, prunes i cireres formaven part de la dieta, així com gavarrons, gerds, maduixes silvestres, móres, arç blanc i diversos fruits salvatges. Les avellanes eren una part important de la dieta en general, i grans quantitats de closques de nou s'han trobat a Hedeby. Les closques s'utilitzaven per a tenyir i s'assumeix que les fruites seques també eren consumides.

La invenció i introducció de l'arada va revolucionar l'agricultura a Escandinàvia a principis de l'Era vikinga, fent possible de conrear fins i tot als sòls més pobres. A Ribe s'hi han trobat grans de sègol, ordi, civada i blat datats al segle viii, i es creu que eren conreats localment. Els grans i la farina servien per a enfornar pa o farinetes, cuinades amb llet o amb fruita i endolçides amb mel. Restes de pa trobades a Birka (Suècia) contenien ordi i blat. No se sap si els nòrdics incorporaven llevat al seu pa,però els seus forns i estris de cuina podrien suggerir que sí que ho feien. El lli era una collita molt important pels nòrdics: per a extreure'n oli, pel consum alimentari i sobretot, pel seu ús tèxtil. Més del 40% de tots els teixits de l'Era vikinga recuperats són fets amb lli. Això suggereix un percentatge real molt més alt, ja que el lli és de molt mal conservar si el comparem, per exemple, amb la llana.

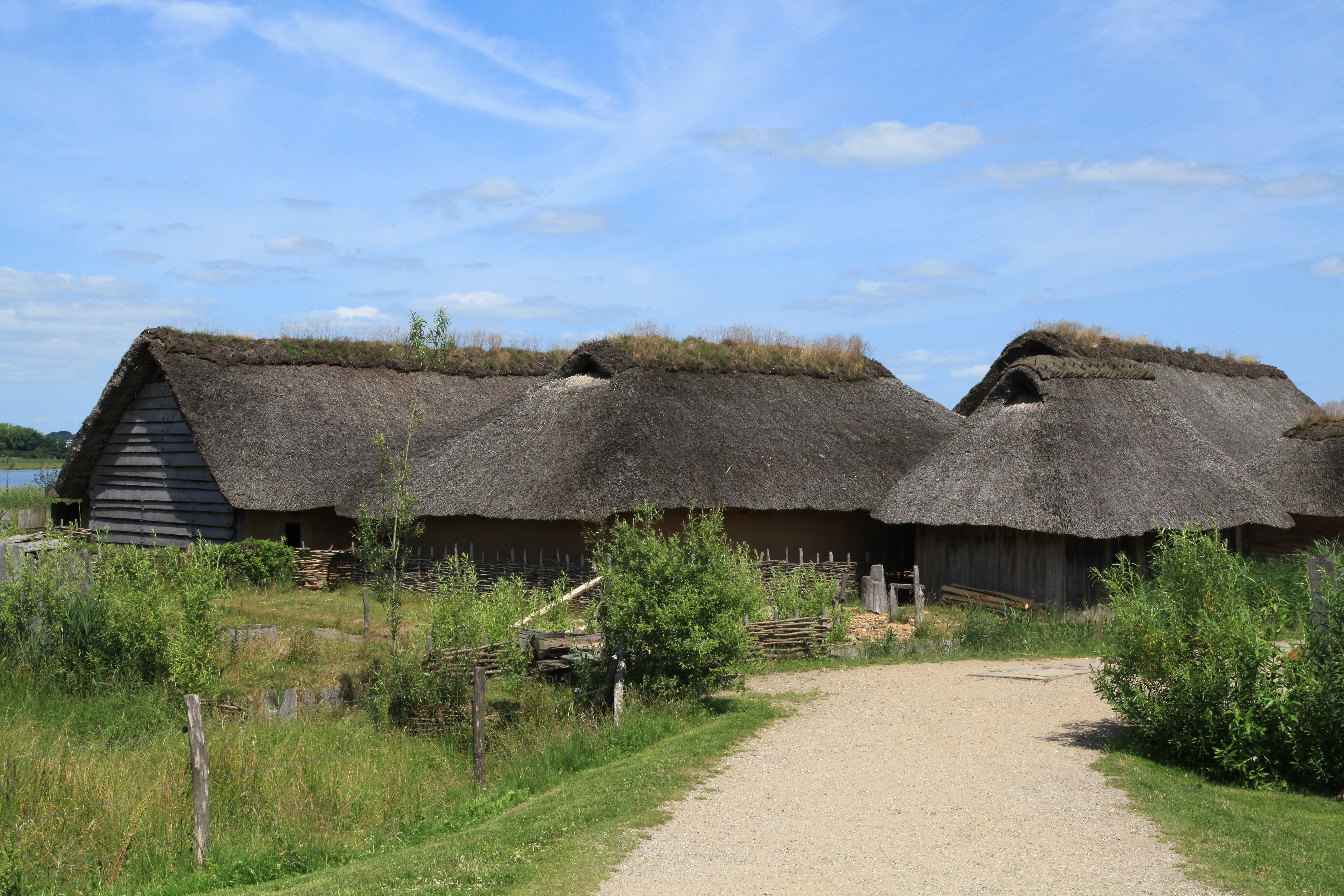
Cases daneses reconstruïdes de Hedeby (ara a Alemanya).

La qualitat dels aliments per a la gent comuna no era especialment alta. La recerca a Coppergate mostra que els vikings de York feien pa amb farina de gra sencer (probablement de blat i sègol) amb llavors de males herbes messegueres. L'Agrostemma hauria servit per a tenyir el pa, però les llavors són verinoses, i les persones que consumiren el pa segurament devien emmalaltir. També s'ha trobat llavors de pastanaga, xirivia, i brassicàcia, però provenien d'espècimens pobres de pastanagues blanques i cols amargues. Les moles usades pels nòrdics a l'Era vikinga deixaven restes de basalt a la farina, fent malbé les dents dels consumidors. Efectes d'això es poden trobar en restes esquelètiques d'aquell període.

### Esports
Els esports eren àmpliament practicats pels vikings. Diversos esports que implicaven l'ús d'armes i habilitats de combat eren molt populars. Això incloïa el llançament de pedra i llança, així com la lluita, la boxa i l'aixecament de pedres. En àrees muntanyoses, es practicava l'escalada. L'equilibri i l'agilitat eren qualitats importants a entrenar, i hi ha mencions d'un esport implicava saltar de rem a rem fora la borda d'un vaixell mentre es remava. Nedar era un esport popular, i Snorri Sturluson en descriu tres tipus: busseig, natació de llarga distància i una competició que dos competidors s'intentaven enfonsar l'un a l'altre. Els nens participaven en algunes disciplines esportives, i les dones també han estat esmentades com a nedadores, tot i que no és clar si com a competidores esportives. El rei Olaf Tryggvason era reconegut com un mestre d'escalada i de salt de rem, i es deia que també era molt bo fent malabars amb ganivets.
Esquiar i patinar sobre gel eren els principals esports d'hivern per als nòrdics, tot i que l'esquí també un mitjà de transport molt important a l'hivern i a les regions més fredes del nord.
També es practicava la lluita de cavalls, tot i que se'n desconeixen les normes. Sembla que s'enfrontaven dos sementals, a l'abast de l'olor i vista d'unes eugues. Sembla que les lluites sovint resultaven en la mort d'un dels sementals.
Les fonts islandeses es refereixen a un esport anomenat knattleik. Es tracta d'un joc de pilota semblant a l'hoquei, es jugava amb un bat i una pilota dura i petita, i s'acostumava a jugar en un camp llis de gel. Les regles no en són clares, però sembla que era molt popular entre adults i nens, tot i que sovint produïa lesions. Sembla que el knattleik només es jugava a Islàndia, on atreia molts espectadors. A l'Alþingi s'arribaven a fer tornejos d'aquest esport.
La caça com a esport es limitava a Dinamarca, on no es considerava una activitat gaire important. Ocells, cèrvids, llebres i guineus es caçaven amb arc o llança i, posteriorment, amb ballesta.

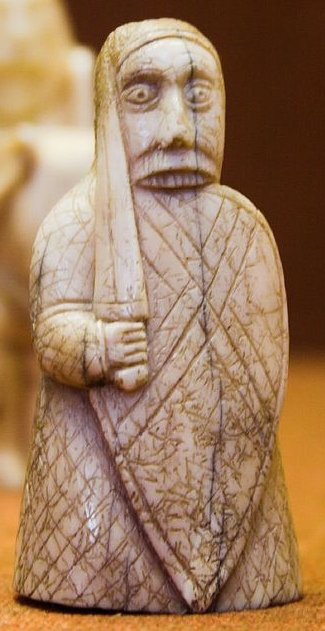
Torre dels escacs de Lewis, al Museu britànic de Londres.

### Jocs i oci
Tant els recursos escrits com els arqueològics demostres que la societat nòrdica dedicava part del seu temps a reunions socials o de caràcter festiu.
Els jocs de taula i de daus eren un passatemps popular a tots els nivells de societat. Es conserven peces i taulers de joc fets amb materials fàcilment disponibles a l'època: fusta, os, vidre, ambre, banya o ullal de morsa, així com alguns fets de materials exòtics com el vori. Els vikings jugaven a diversos tipus de tablut, com el hnefatafl, el nitavl (Marro de nou) i el menys comú kvatrutafl. Els escacs també van aparèixer a l'acabament de l'Era vikinga. El hnefatafl era un joc de guerra, amb l'objectiu de capturar la peça del rei enemic – un exèrcit atacava i els homes del rei l'havien de protegir. Es jugava en un tauler quadriculat amb peces negres i blanques, i els moviments es decidien llançant daus. L'estela d'Ockelbo mostra dos homes jugant al hnefatafl, i les sagues suggereixen que era normal apostar béns i diners als jocs de daus.
En ocasions festives es bevia cervesa i aiguamel, es tocava música i s'acostumava a narrar històries o recitar poesia. La música es considerava una forma d'art i un home culte havia de tenir certs coneixements musicals. Se sap que els nòrdics tocaven arpes, fídules, lires i llaüts.

## Economia i comerç

### Béns comercials
El comerç organitzat incloïa des d'elements normals a l'engròs a productes de luxe exòtics. El disseny de vaixells com el knarr va ser un factor important en el seu èxit com a mercaders. Diversos béns importats d'altres regions i cultures incloïen:

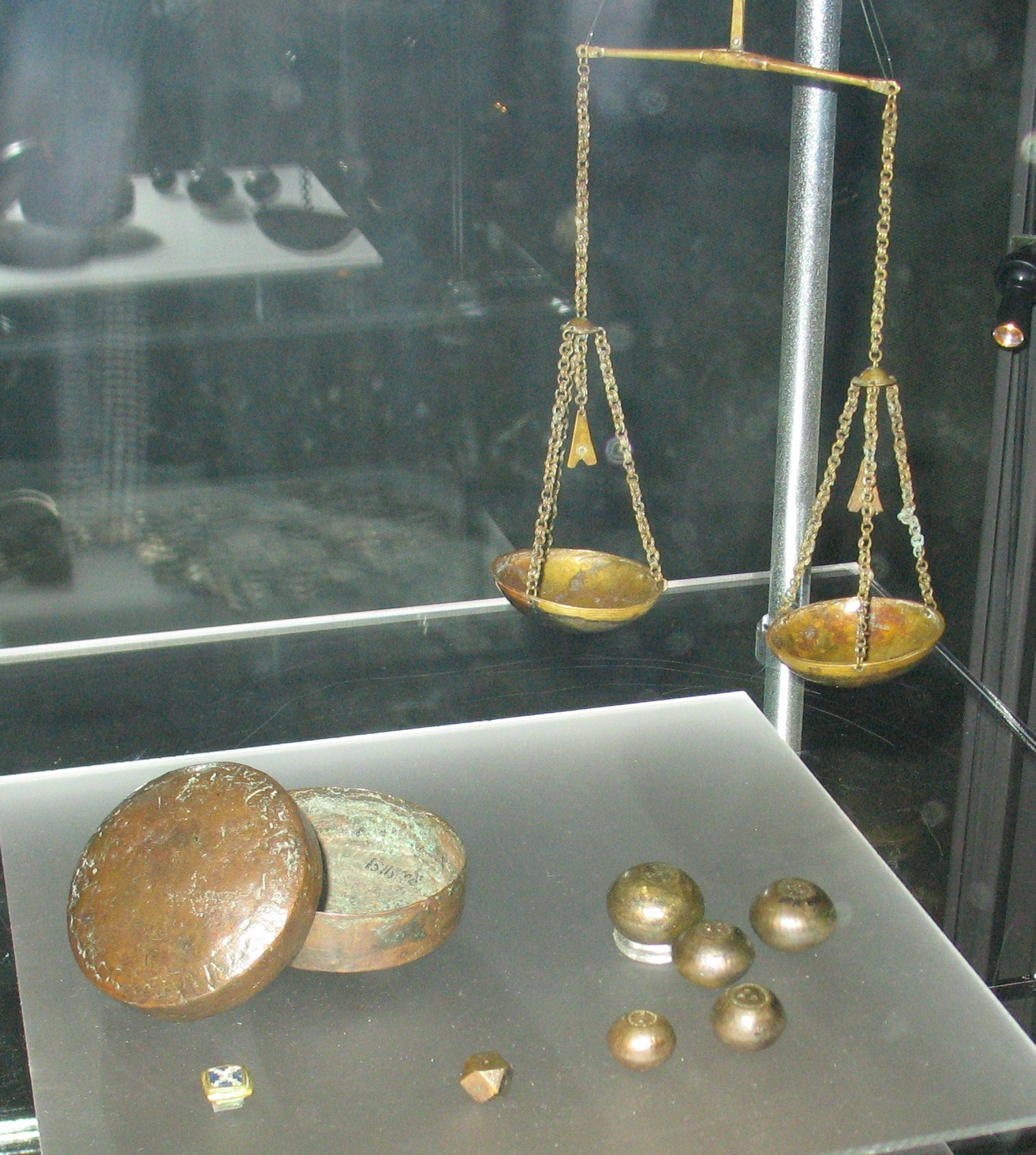
La balança i pesos d'un comerciant viking. Utilitzats per mesurar plata i de vegades or. De la caixa de Sigtuna.

- La balança i pesos d'un comerciant viking. Utilitzats per mesurar plata i de vegades or. De la caixa de Sigtuna.Les espècies s'obtenien de comerciants xinesos i perses, que es trobaven amb comerciants vikings a Rússia. Se sap que, per exemple, importaven canyella.
- El vidre era un bé molt valuós per als nòrdics. El vidre importat era sovint en forma de granadura per a utilitzar en decoració, i se n'ha trobat milers de restes. Åhus i l'antiga ciutat comercial de Ribe tenien una gran producció de gra de vidre.[106][107][108]
- La seda era una mercaderia molt important obtinguda de l'Imperi Romà d'Orient i la Xina. Era valorada per la majoria de cultures europees de l'època, i els nòrdics la utilitzaven per a il·lustrar la seva riquesa i estatus.[109]
- El vi era importat de l'Europa continental com a beguda per als rics.

A canvi d'aquestes importacions valuoses, els vikings exportaven diversos béns:
- Ambre. Era molt comú al Mar del Nord i a la costa del Bàltic. Es treballava i convertia en objectes ornamentals abans de ser venut.
- Pells. Sobretot es comerciava amb les de marta, guineu, os, llúdriga i castor.
- Teixits i llana. Els nòrdics eren considerats uns filadors i teixidors molt bons, i exportaven teixit de llana de gran qualitat.
- Plomissa. Es recollia a la costa occidental noruega, i de vegades es compraven les plomes als sami. La plomissa es feia servir en l'elaboració de roba encoixinada, i per facir coixins i matalassos. Recollir la plomissa de barrancs i penya-segats era una feina molt perillosa i sovint letal.[110]
- Els vikings capturaven moltes persones, entre ells monjos i clergues. Normalment eren venuts com esclaus a mercants àrabs a canvi de plata. El comerç d'esclaus era una peça bàsica de l'economia nòrdica, ja que els països cristians n'eren aliens. Així, els vikings tenien el monopoli del comerç d'esclaus a pràcticament tot el territori europeu i del nord d'Àfrica.

Altres exportacions eren armes, vori de morsa, cera, sal i bacallà. Una de les exportacions més exòtiques eren les aus de caça, que a Noruega es venien a l'aristocràcia europea a partir del segle x.
Gran part del comerç era també intern, com per exemple la compravenda d'esteatita i de pedra d'esmolar. L'esteatita es venia als nòrdics d'Islàndia i Jutlàndia, que l'utilitzaven per a terrisseria. La pedra d'esmolar es feia servir per a esmolar armes, eines i ganivets. La llana era també molt important com a producte domèstic per als nòrdics, per a la confecció de roba d'abrigar i veles. Els artesans de les ciutats més grans rebien subministraments continus de banya, gràcies a la caça a gran escal de ren a les regions septentrionals. La banya era la primera matèria d'estris i eines convencionals, com les pintes.

## Armes i guerra

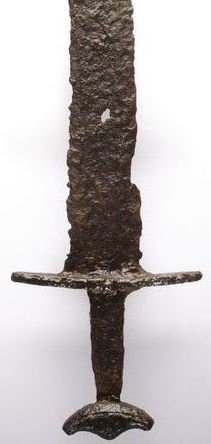
Espasa vikinga, Museu de Denain, França.

La informació actual sobre les armes i armadures de L'Era vikinga es basa en registres arqueològics, representacions pictòriques i, fins a cert punt, en el contingut de les Sagues Nòrdiques i de la Llei Nòrdica del segle xiii. D'acord amb el costum, tot nòrdic lliure havia de posseir armes, i estava permès de portar-les tota l'estona. Aquestes armes indicaven també la posició social: un home ric tenia un equip complet de casc, escut, ausberg i espasa. Un Karl lluitaria amb llança i escut, i també podia acompanyar-ho d'un ganivet de campanya (seax). Els arcs eren utilitzats a les fases inicials de les batalles per terra i mar, però acostumava a ser considerat un tipus d'arma menys honorable que una de cos a cos. L'ús de la destral de guerra no era una pràctica gaire comuna. Tot i així, els húscarls (la guàrdia d'elit de Canut II) utilitzaven destrals a dues mans que podrien partir escuts o cascos de metall amb facilitat.
La guerra i violència dels nòrdics era sovint motivada per les seves creences en la religió nòrdica, centrada en Thor i Odin, els déus de la guerra i la mort. Es creu que en batalla alguns nòrdics (els anomenats berserkers) entraven en un estat frenètic i furiós anomenat berserkergang. Aquesta tàctica devia ser aplicada intencionadament a les forces de vanguarda, i l'estat berserker podia haver estat induït a través de la ingestió de materials amb propietats psicotròpiques, com plantes i bolets al·lucinògens (entre d'altres el reig bord), o grans quantitats d'alcohol. Al moment d'entrar en combat, se sap que els berserkers udolaven i mossegaven els seus escuts, perdent la capcitat de sentir dolor i de discernir amics d'enemics. No duien armadura, i tot i ser oponents molt temuts, a les batalles acostumaven a morir relativament aviat.
Els vikings varen establir diverses xarxes comerçals arreu del món conegut, i van tenir una gran influència en el desenvolupament econòmic d'Europa.
Excepte als centres de comerç importants com Ribe, Hedeby i similars, el món nòrdic no acostumava a fer ús de moneda i basava l'economia del comerç en els lingots. La plata era el metall més comú en l'economia, tot i que fins a cert punt també es feia servir or. Els comerciants duien una petita balança, que els permetia mesurar pesos de forma exacta, així que era possible de tenir un sistema molt precís de bescanvi, fins i tot sense moneda.

## Arqueologia experimental
L'arqueologia experimental aplicada a l'Era vikinga és relativament nova, però diversos centres s'han dedicat específicament a aquesta tècnica, com el Jorvik Viking Centre al Regne Unit, els Sagnlandet Lejre i Ribe Viking Centre a Dinamarca,el Museu Foteviken a Suècia o el Museu Viking de Lofotr a Noruega. A Norstead (Terranova) s'han dut a terme reconstruccions històriques d'activitats experimentals com la fosa i forja de ferro seguint tècniques nòrdiques.
L'1 de juliol de 2007, el vaixell reconstruït Skuldelev 2 (rebatejat com a Sea Stallion), va començar un viatge de Roskilde a Dublín. Les restes del vaixell original i quatre més van ser descoberts durant una excavació el 1962 al fiord de Roskilde. L'anàlisi dels anells de la fusta han demostrat que el vaixell va ser construït amb roures dels voltants de Dublín aproximadament el 1042. Setanta tripulants de diverses nacionalitats van navegar el vaixell de retorn a Dublín, i el Sea Stallion va arribar la duana de Dublín el 14 d'agost del 2007. El propòsit del viatge era provar i documentar la fiabilitat, velocitat, i maniobrabilitat de la nau en mar oberta. La tripulació va comprovar com el buc (llarg, estret i flexible) resistia les dures condicions oceàniques. El vaixell va ser construït utilitzant les eines, materials i mètodes del vaixell original.
Altres vaixells, sovint rèpliques del vaixell de Gokstad (a escala real o més petita) o del Skuldelev I també s'han construït i provat. L'Snorri (una reproducció d'un Karr trobat a Skuldelev), va navegar de Groenlàndia a Terranova el 1998.

## Llegat

### Percepcions medievals dels vikings
A Anglaterra l'Edat vikinga va començar prou dramàticament el 8 de juny de 793 quan els nòrdics van saquejar i destruir l'abadia de l'illa de Lindisfarne. La devastació de l'illa sagrada de Northúmbria va impressionar i alertar les corts reials de l'Europa cristiana sobre la presència vikinga. "Mai abans s'havia vist una atrocitat així", declarava Alcuí de York. Per als cristians medievals, que els seus edificis més sagrats fossin saquejats era pràcticament inconcebible. La falta d'explicació i el sofriment experimentat van fer que es cregués en una acció provocada per la "Ira de Déu". L'atac de Lindisfarne (que cal recordar que va ser registrat per eclesiàstics) va demonitzar la percepció cristiana dels vikings durant els dotze segles posteriors. No va ser fins passats els anys 90 del segle xix que els estudiosos de fora d'Escandinàvia van començar a estudiar el fenomen viking seriosament i a reconèixer les seves fites, art, o avenços tecnològics.
La mitologia nòrdica, les sagues i la literatura ens expliquen la religió i cultura escandinava a través de narracions mitològiques de caràcter heroic. Durant l'era vikinga, la transmissió d'aquesta informació era principalment oral, i els textos posteriors es van basar sobretot en escriptures i transcripcions d'estudiosos cristians, incloent-hi Snorri Sturluson i Sæmundur fróði (ambdós islandesos). Moltes de les sagues van ser escrites a Islàndia, i la majoria d'aquestes (tot i no ser d'origen islandès) van ser conservades passada l'Edat mitjana gràcies a l'interès continuat dels islandesos en la literatura i codis legislatius nòrdics.
La influència de l'Era vikinga a la història europea està pràcticament basada en històries de saquejos i colonització, i la majoria d'aquestes cròniques provenen de testimonis occidentals i dels seus descendents. Menys comunes (però igual de rellevants) són les cròniques originades a l'est, incloent-hi les Cròniques de Nèstor, de Nóvgorod, d'Ibn Fadlan, d'Ibn Rusta, i petites mencions de Foci, patriarca de Constantinoble, on considera el primer atac viking a l'Imperi Romà d'Orient. Un altre cronista de la història vikinga fou Adam de Bremen, qui va escriure al quart volum de la seva Gesta Hammaburgensis Ecclesiae Pontificum: "aquí hi ha molt d'or (referint-se a Selàndia), acumulat gràcies a la pirateria. Aquests pirates, anomenats wichingi per la seva pròpia gent, i Ascomanni per nosaltres, paguen tributs al rei danès." El 991, la batalla de Maldon entre assaltants vikings i els mateixos habitants de Maldon (Essex) era commemorada amb un poema.

### Percepcions postmedievals
Les primeres publicacions modernes que tractaven sobre la cultura vikinga van aparèixer al segle xvi, com per exemple la Historia de gentibus septentrionalibus (Olaus Magnus, 1555), o la primera edició de Gesta Danorum de Saxo Grammaticus (segle xiii) el 1514. El ritme de publicacións augmentà durant el segle xvii amb les traduccions llatines de l'Edda poètica (Edda Islandorum de 1665 de Peder Resen).
Al segle xvii, els estudiosos danesos Thomas Bartholin i Ole Worm i el suec Olaus Rudbeck van utilitzar inscripcions rúniques i sagues islandeses com a fonts històriques. Un dels primers col·laboradors britànics a l'estudi dels vikings va ser George Hicke, qui va publicar el seu Linguarum vett. septentrionalium Tesaurus entre el 1703 i el 1705. Durant el segle xviii, l'entusiasme i interès britànic per Islàndia i la cultura escandinava van créixer dramàticament, expressant-se en traduccions angleses de textos nòrdics antics i en poemes originals glorificaven les suposades virtuts vikingues.
La paraula "viking" va ser popularitzada a principis del segle xix per Erik Gustaf Geijer amb el seu poema, Vikingen. El poema de Geijer va ajudar molt a propagar el nou ideari romàntic dels vikings, que tenia molt poca base històrica. L'interès renovat del romanticisme en la cultura nòrdica va tenir implicacions polítiques contemporànies. La Societat Gòtica, de la qual Geijer n'era membre, va popularitzar aquest mite ràpidament. Un altre autor suec que va tenir influència gran en la percepció contemporània dels vikings fou Esaias Tegnér, membre també de la Societat Gòtica, que va escriure una versió moderna de Friðþjófs saga hins frœkna que esdevingué àmpliament popular als Països nòrdics, al Regne Unit, i a Alemanya.
Fascinació pels vikings va assolir el seu apogeu durant l'anomenat ressorgiment viking dels segles xviii i xix com a branca de nacionalisme Romàntic. A Gran Bretanya aes va anomenar Septentrionalisme, a Alemanya Patetisme Wagnerià, i als països escandinaus Escandinavisme. Els nous diccionaris de nòrdic antic van permetres als victorians perquirir les sagues islandeses principals.
Fins fa ben poc, la història de l'Era dels vikings estava pràcticament tota basada en les sagues islandeses, la història dels danesos escrita per Saxo Grammaticus, la Crònica Primària russa, i el Cogad Gáedel re Gallaib. Pocs estudiosos d'avui en dia accepten aquests textos com a fonts fiables, ja que els historiadors ara confien més en l'arqueologia i la numismàtica, dues disciplines que han fet grans contribucions per a entendre el període.

### Òrgans de govern actuals
Els parlaments i òrgans de govern actuals d'Islàndia, Noruega i Dinamarca són hereus del þing, i la majoria dels seus noms oficials se’n deriva:
- Alþingi: Parlament d'Islàndia.
- Folketing: Parlament de Dinamarca.
- Storting o Stortinget: Parlament de Noruega.

En el cas de Suècia, el parlament s'anomena Riksdag des de l'època medieval (un equivalent del Reichstag alemany), però els concilis comtals suecs s'anomenen Landsting. Fora del territori estrictament escandinau, hi ha parlaments i legislatures de diversos territoris amb influència vikinga encara avui es regeixen per diverses deformacions de l'antic þing:
- Lagting: Parlament d'Åland.
- Løgting: Parlament de les illes Fèroe. A més, les Illes Fèroe estan dividides en sis districtes administratius anomenats várting.
- Landsting: Parlament de Groenlàndia.
- Tynwald: Òrgan legislatiu de l'Illa de Man.

### Errors comuns en la cultura popular

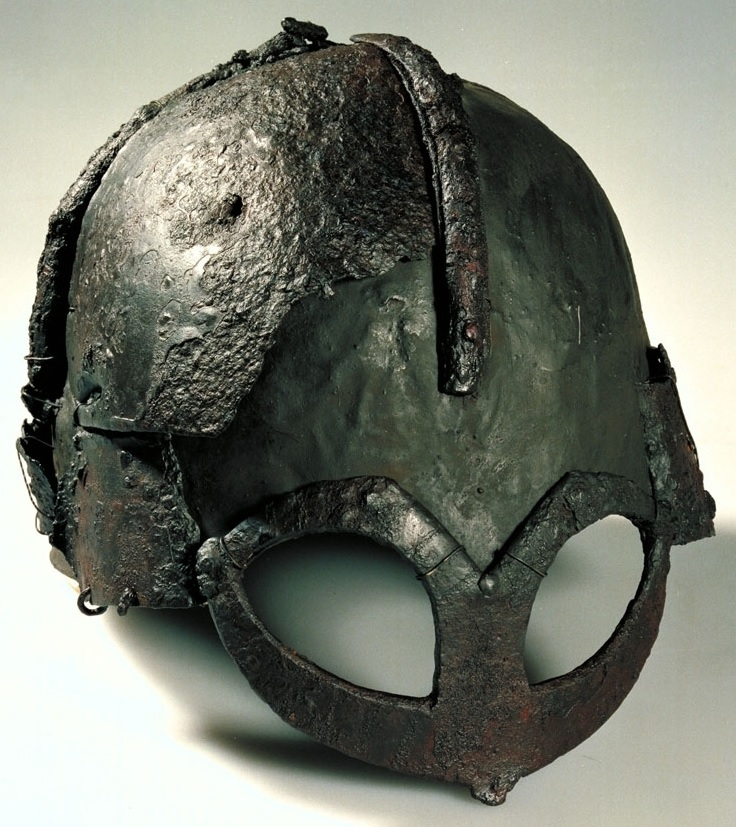
Casc viking recuperat a Gjermundbu, Ringerike.

#### Cascos amb banyes
A banda de dues o tres representacions de cascos rituals (amb unes protrusions que poden ser corbs, serps, o banyes) cap representació dels guerrers vikings, ni cap casc conservat, té banyes. L'estil de lluita cos a cos dels vikings (utilitzant murs d'escuts o a bord de vaixells) hauria fet dels cascos banyuts un objecte incòmode i fins i tot perillós per al mateix guerrer .
Per això, els historiadors creuen que els guerrers vikings no van portar mai cascos banyuts; si tals cascos van ser utilitzats en la cultura escandinava per altres propòsits rituals, encara no s'ha pogut demostrar. L'error comú que els vikings duien cascos amb banyes va ser en part promulgada pels entusiastes de la Societat Gòtica, fundada el 1811 a Estocolm.
Els cascos vikings eren cònics, fets de cuir i amb reforços de fusta o metàl·lics. Els cascos de ferro amb màscara i malla eren pels cabdills, basats en els cascos de Vendel de Suècia central. L'únic casc original viking que s'ha trobat és de Gjermundbu a Noruega. Aquest casc és fet de ferro i ha estat datat al segle x.

#### Barbàrie
La imatge de salvatges grenyuts i bruts de vegades associada als vikings a la cultura popular és una imatge molt allunyada de la realitat. Les tendències dels vikings eren tot sovint falsejades, i l'obra d'Adam de Bremen, entre d'altres, va escampar histories molt discutibles sobre la civilitat i netedat dels vikings.

#### Ús de cranis com a gerres
No hi ha cap evidència que demostri que els vikings hagueren utilitzat mai els cranis dels enemics. Això és un error basat en un passatge del poema skàldic Krákumál, on es refereix als herois que beuen de l'ór bjúgviðum hausa (branques de cranis). Això és una referència a beure utilitzant banyes, però va ser mal traduït el segle xvii.